# Transporte en España

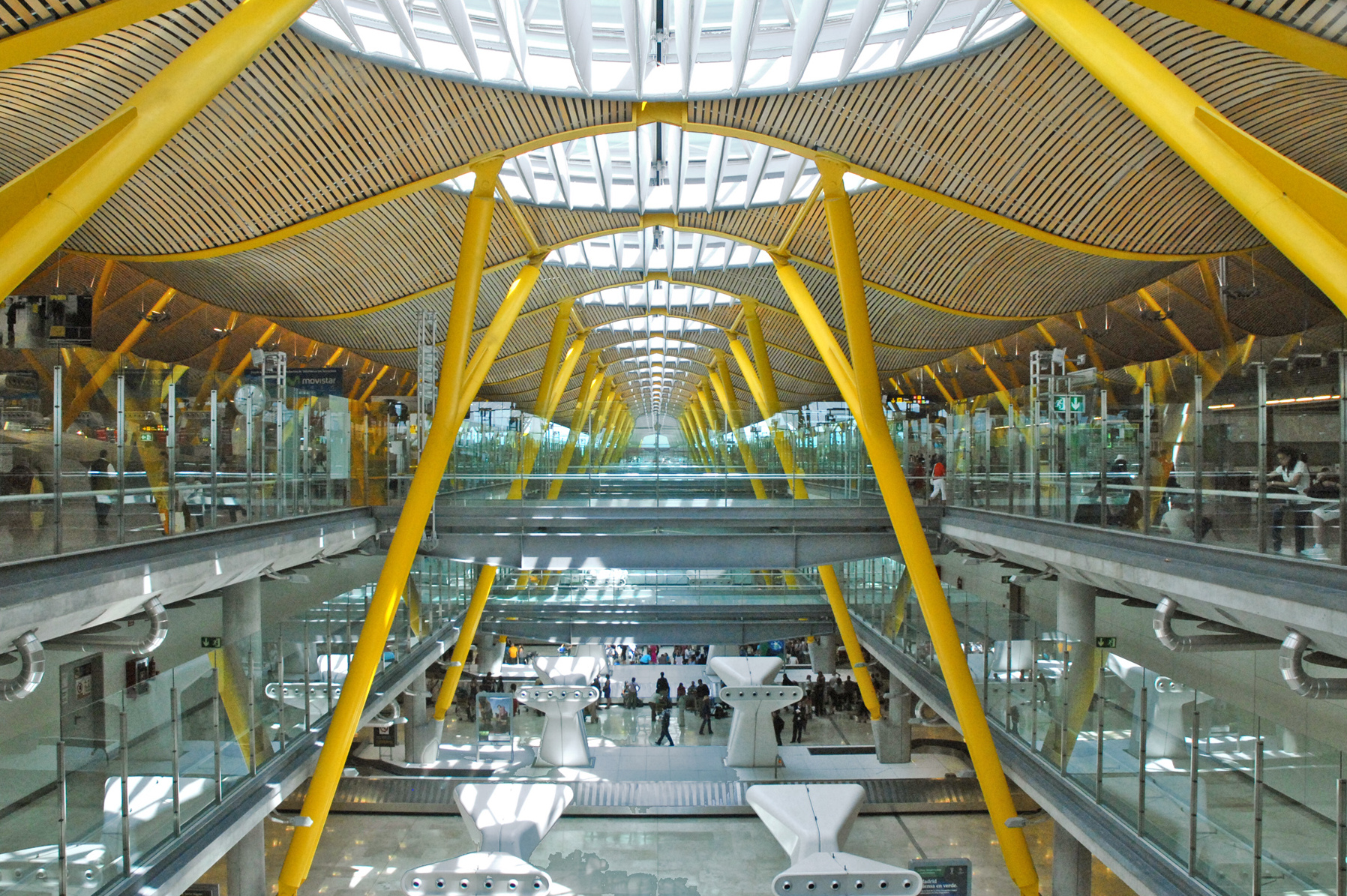
Interior de la terminal 4 del Aeropuerto de Barajas Adolfo Suárez en Madrid, la capital de España

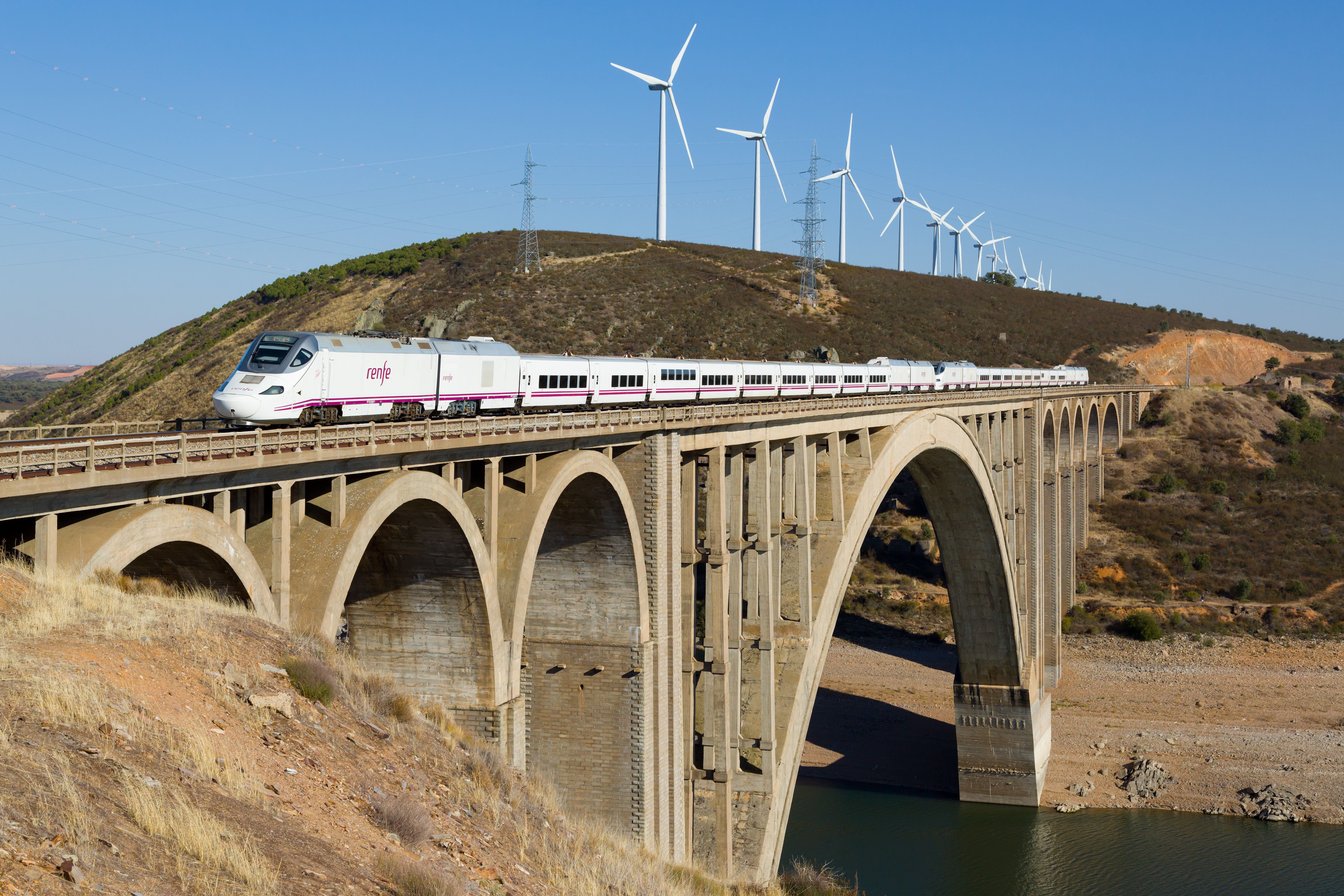
Dos trenes Alvia de Renfe cruzando el Viaducto Martin Gil cerca de Zamora

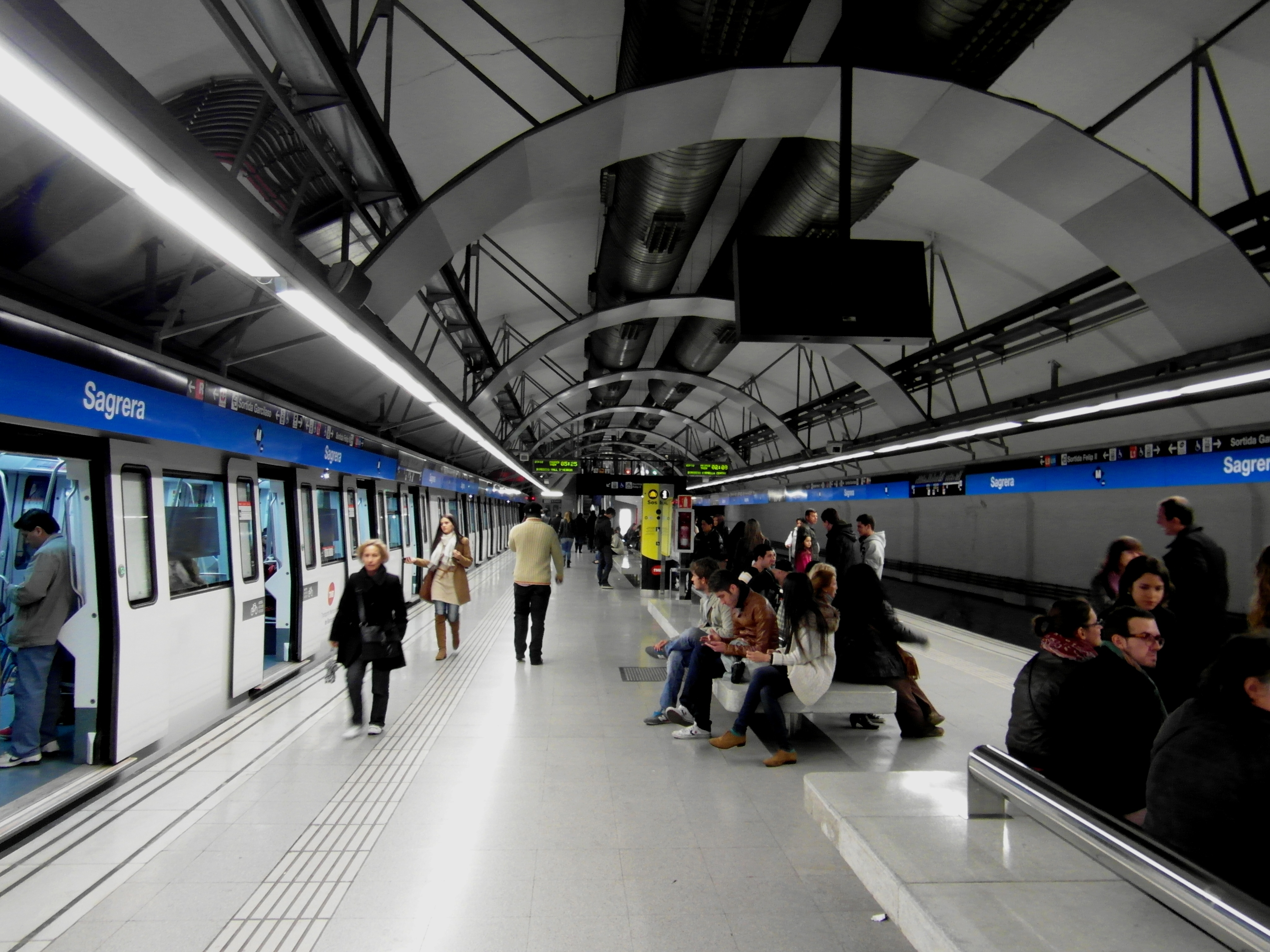
Andenes de la L5 del Metro de Barcelona en la estación de La Sagrera

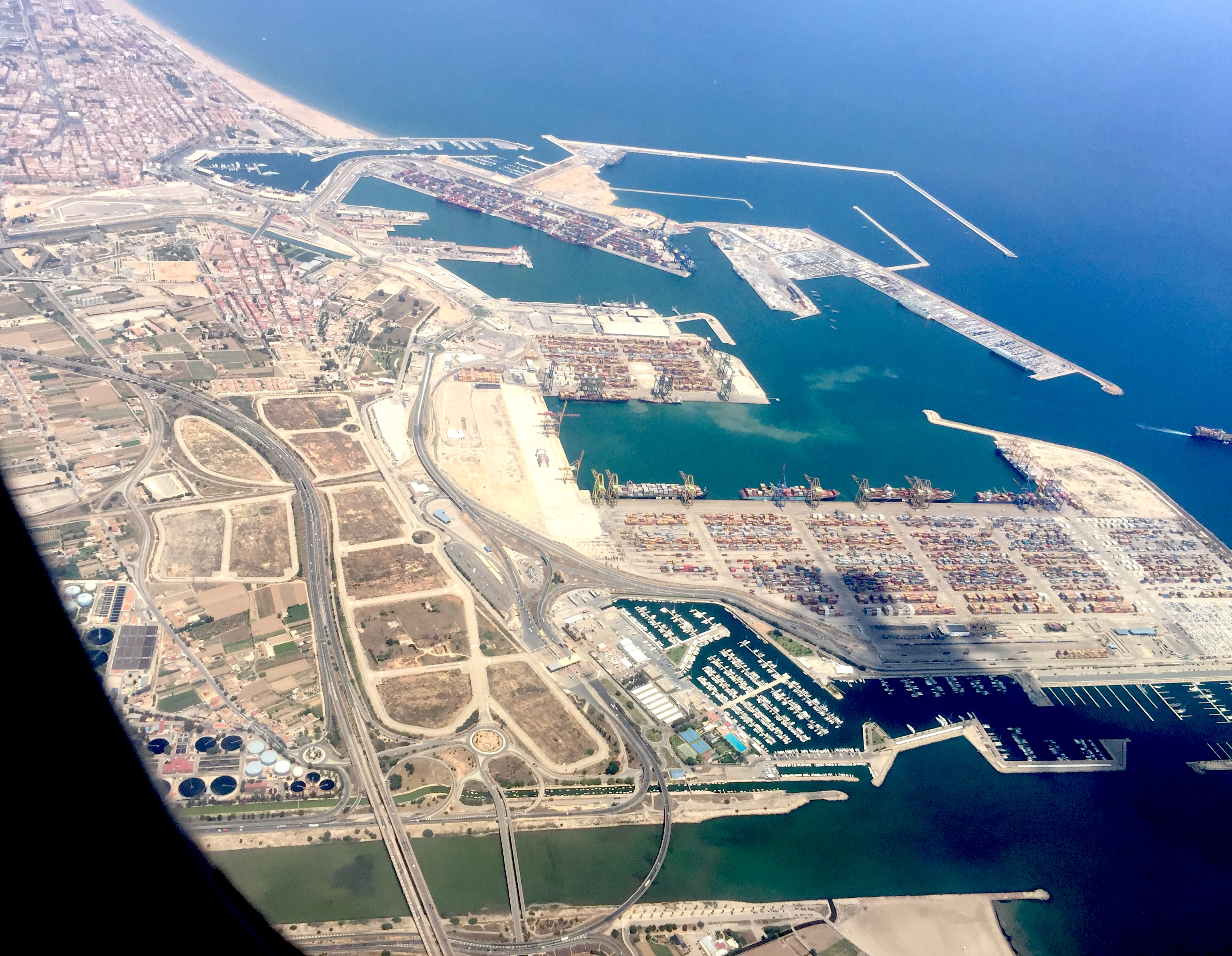
Vista aérea del puerto de Valencia

El transporte en España está caracterizado por una extensa red viaria, ferroviaria y de aeropuertos y puertos. El país tiene la red de vías rápidas –sumando autovías y autopistas– más larga de la Unión Europea y la tercera del mundo, solo por detrás de China y Estados Unidos. La red ferroviaria se caracteriza por una gran interconexión entre los distintos modos de transporte –líneas urbanas, metropolitanas e interurbanas–, lo que le ha valido la consideración de ser uno de los países con mejor acceso al tren del mundo. Referente en alta velocidad ferroviaria, posee la segunda red de alta velocidad más extensa del mundo, solo superada por la de China. En el tráfico aéreo existen un total de 52 aeropuertos (un 90 % de gestión pública) que movilizan a más de 200 millones de personas cada año. A esto se le suma una importante red de puertos en su costa, donde se encuentran los puertos de Valencia (el 31.º en movilización de contenedores del mundo) y el de Algeciras (el número 32.º).
España se encuentra en una situación estratégica a nivel mundial, en el extremo meridional de Europa. Separada de África por uno de los pasos de navegación más frecuentados del mundo, el Estrecho de Gibraltar, que sirve de nexo entre el Océano Atlántico y el Mar Mediterráneo y del cual deriva gran parte del tráfico marítimo del Nuevo Mundo. En el tráfico aéreo los aeropuertos españoles representan un nexo obligado de gran parte del tráfico internacional hacia América Latina, África y el Arco Mediterráneo.
Se considera a España un país con unas infraestructuras y una red de transporte completa y que da apoyo a su sistema económico. Sin embargo también existe una corriente crítica que considera que la política de infraestructuras no ha sido equitativa, primando modos de transporte dedicados a las clases altas o al sector turístico, desfavoreciendo a aquellos sectores menos pudientes, como por ejemplo primar los aeropuertos y la alta velocidad frente a las líneas de metro, cercanías o autobuses interurbanos y la creación de sistemas tarifarios integrados. A esto hay que añadir que no todas las infraestructuras construidas en España han resultado finalmente útiles, casos de aeropuertos fantasmas y autopistas de peaje en quiebra. El desequilibrio inversionista además ha llevado a analistas económicos internacionales a criticar que en España existen sectores del transporte donde no se ha invertido lo suficiente, como el transporte del agua y la energía.

## Transporte aéreo

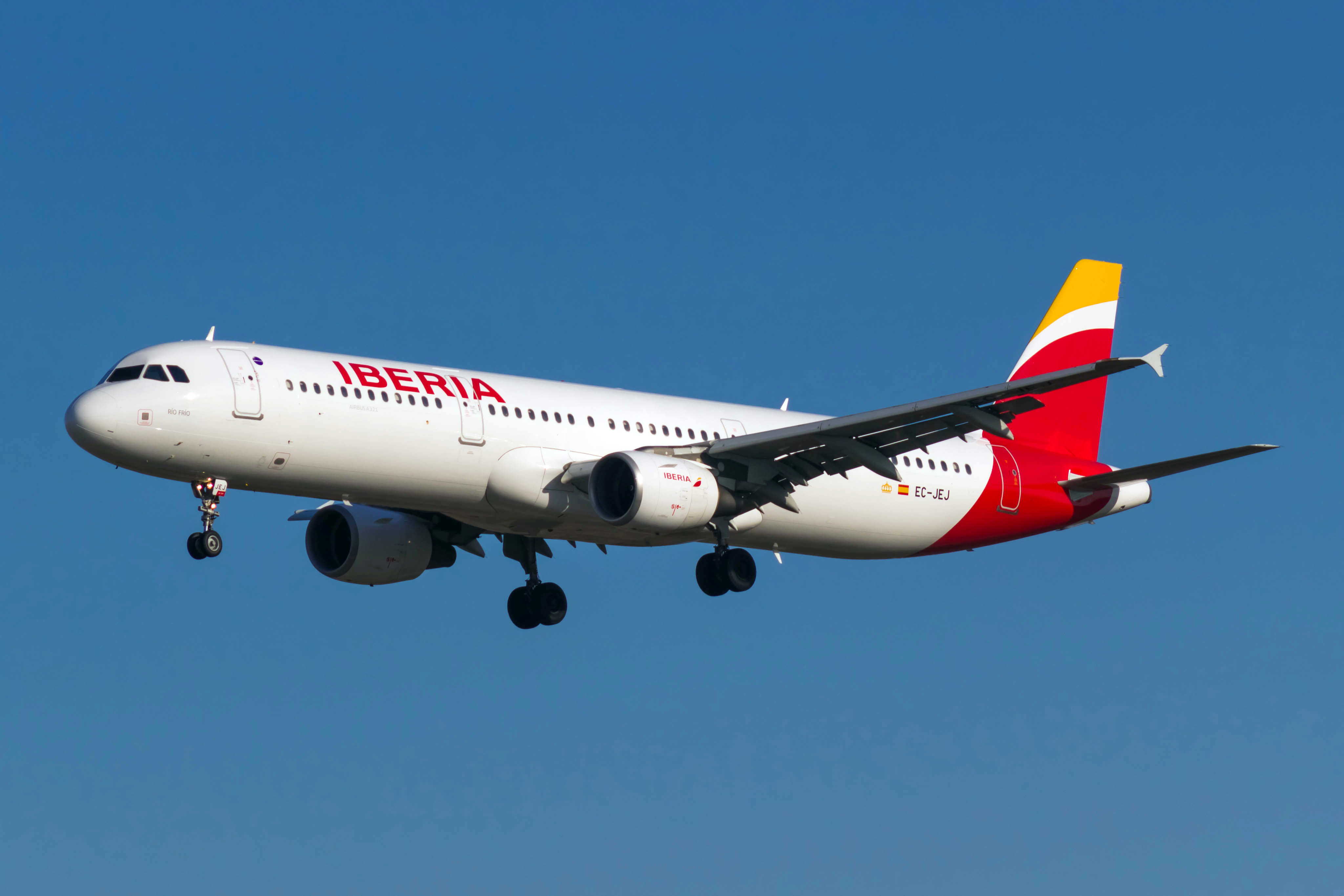
Un avión de pasajeros Airbus A321 de Iberia aterrizando en el Aeropuerto de Barcelona-El Prat

Se considera transporte aéreo al servicio cuyo fin sea el traslado de un lugar a otro de pasajeros o carga, mediante la utilización de una aeronave. Dentro del ámbito civil, el servicio de transporte aéreo puede ser regular y no regular, siendo estas ofrecido por las líneas aéreas que operan en el aeropuerto. Las líneas aéreas se caracterizan por estar sujetas a itinerarios, horarios y frecuencias, independientemente de la demanda que posean. Los servicios no regulares son también conocidos como vuelos chárter. Se prestan servicios de transporte de pasajeros y/o carga, conocidos en su conjunto como industria aerocomercial.
El rápido desarrollo del transporte aéreo, en consonancia con lo que ocurre en los países más avanzados de su entorno, es uno de los elementos más característicos de la evolución reciente del sistema español de transporte. 
El espectacular crecimiento del tráfico aéreo de pasajeros en los últimos años, y en menor medida el de mercancías, resulta muy ilustrativo. El Ministerio de Fomento prevé incrementos aún superiores para la primera década del siglo XXI, lo que llevaría a corto plazo a duplicar la cifra actual de pasajeros.
| > 3047 m      | 15 |
| 2438 - 3047 m | 11 |
| 1524 - 2437 m | 17 |
| 914 - 1523 m  | 17 |
| < 914 m       | 10 |
| Total         | 70 |

| > 3047 m      | 0  |
| 2438 - 3047 m | 0  |
| 1524 - 2437 m | 1  |
| 914 - 1523 m  | 9  |
| < 914 m       | 25 |
| Total         | 35 |

### Aeropuertos

Aeropuertos comerciales de España. En verde aquellos de titularidad estatal operados por Aena. En naranja, aquellos de titularidad autonómica

La práctica totalidad de los principales aeropuertos españoles están sujetos a la ley de interés general, por lo que su titularidad es pública y corresponde al Ministerio de Fomento. Esta tarea se realiza a través del operador aeroportuario Aena, así como a través del ente público de control del espacio aéreo nacional ENAIRE.
Aun así, existen aeropuertos menores cuya gestión es de titularidad autonómica, como es el caso del Aeropuerto de Castellón-Costa Azahar. Algunos aeropuertos fueron cerrados o inhabilitados tras su apertura debido a su escasa afluencia. En la actualidad Aena cuenta con 48 aeropuertos activos con tráfico de pasajeros, a los que se unen otros 3 gestionados por otros operadores.
En total, los aeropuertos españoles desplazaron en el año 2013 un total de 187 361 347 pasajeros. Los principales en volumen de viajeros fueron Madrid-Barajas (46 824 838), Barcelona-El Prat (39 711 237), Palma de Mallorca (23 745 023), Málaga-Costa del Sol (14 404 206), Gran Canaria (10 627 218) y Alicante-Elche (10 575 288).
En cuanto a mercancías, en 2013 el conjunto de los 37 aeropuertos españoles que tienen servicios de carga sumaron 627 330 375 kg de mercancías transportadas. En este servicio destacan Madrid-Barajas (381 594 780 kg), Barcelona-El Prat (117 219 382 kg), Zaragoza (85 741 369 kg), Vitoria (46 371 874 kg), Gran Canaria (18 800 101 kg), Valencia, (13 539 904 kg), Tenerife Norte (12 818 854 kg) y Palma de Mallorca (11 373 639 kg).

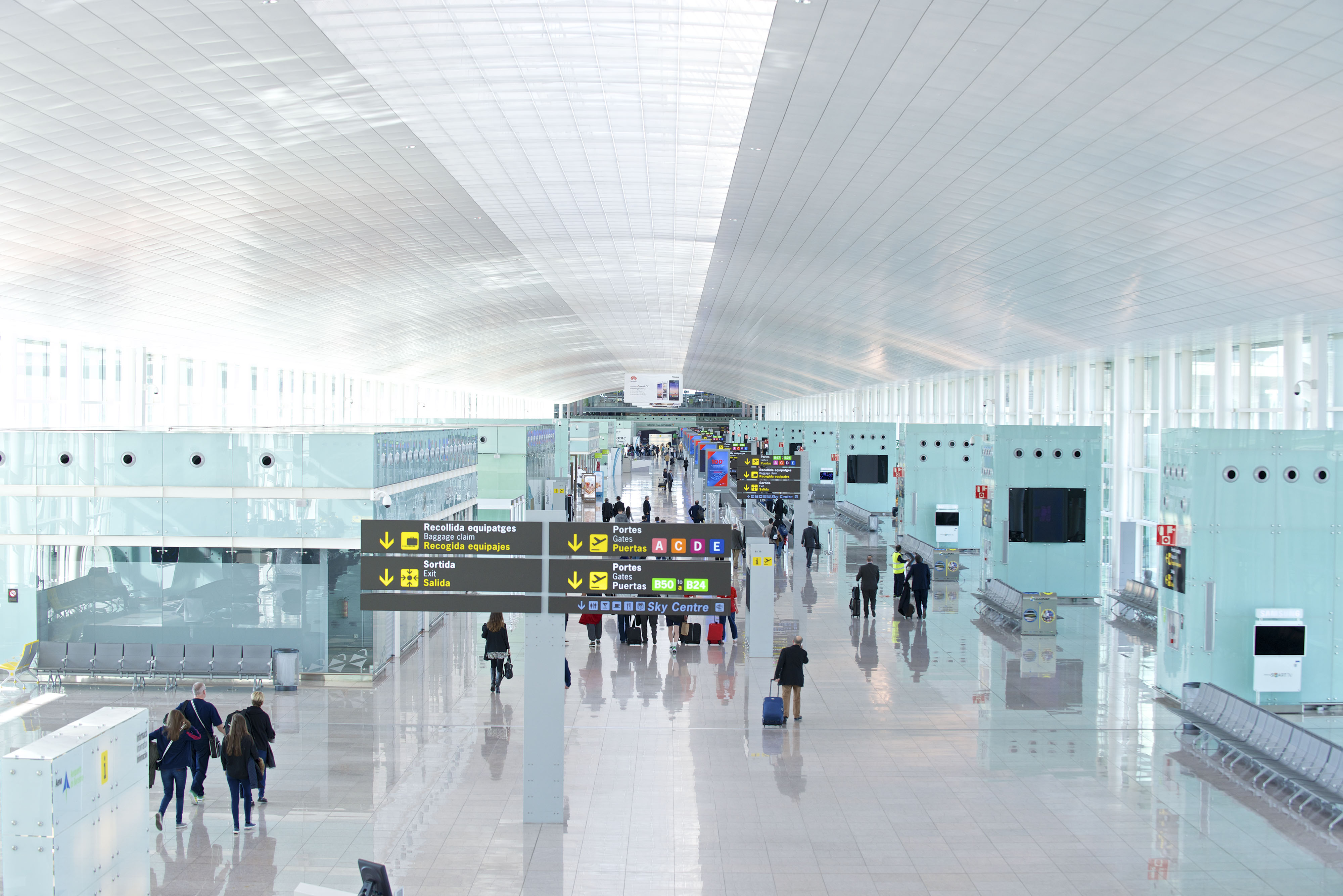
Terminal 1 de pasajeros del aeropuerto de Barcelona-El Prat

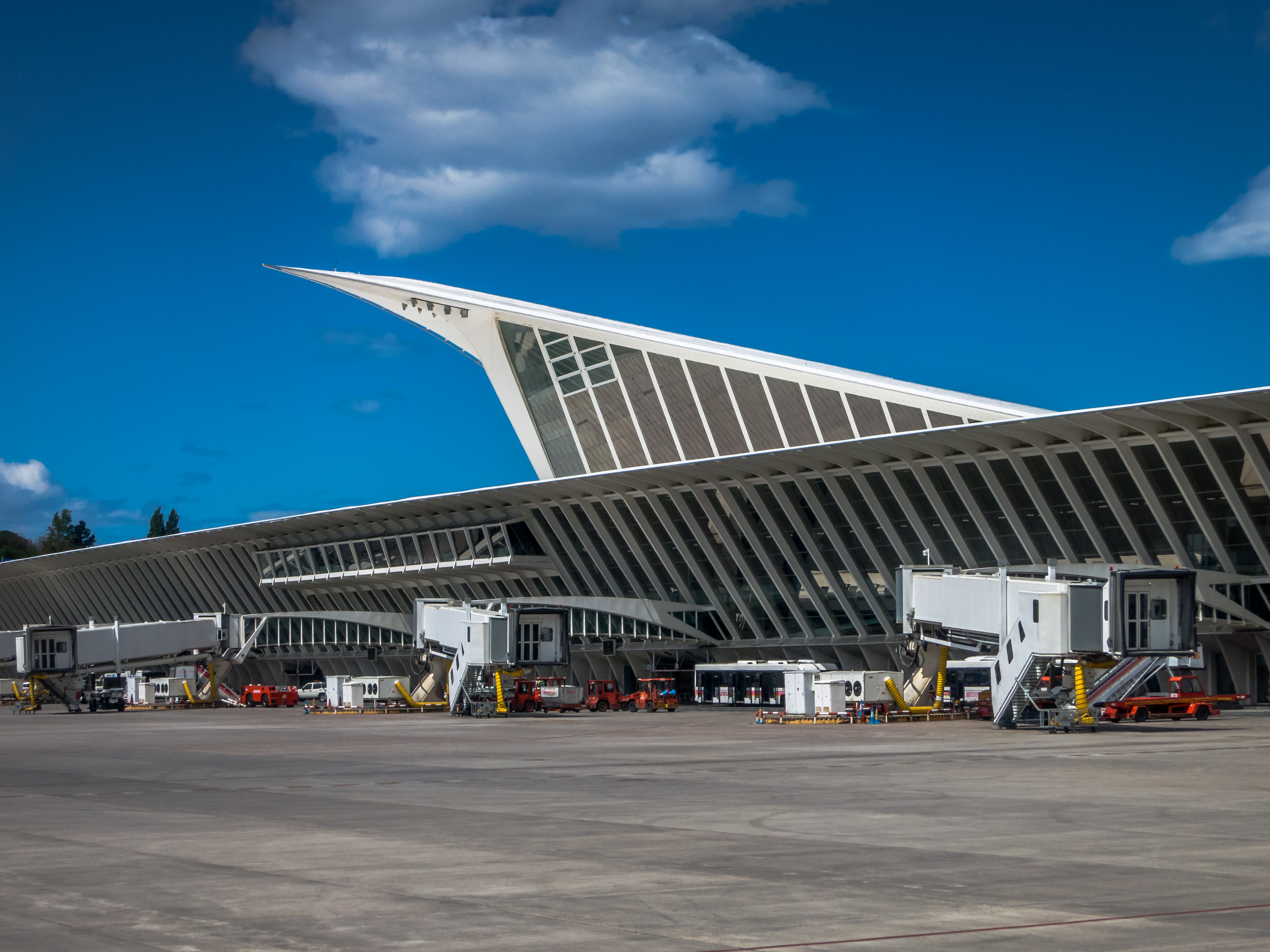
Vista exterior del edificio de la terminal de pasajeros del aeropuerto de Bilbao

| - La Coruña - Adolfo Suárez Madrid-Barajas - Albacete - Alicante-Elche - Almería - Asturias - Badajoz - Bilbao - Burgos - Castellón - César Manrique-Lanzarote - Córdoba - Federico García Lorca Granada-Jaén - Fuerteventura - Gerona-Costa Brava - Gran Canaria | - Huesca-Pirineos - Josep Tarradellas Barcelona-El Prat - Ibiza - Jerez - León - Lérida-Alguaire - Logroño-Agoncillo - Madrid-Cuatro Vientos - Málaga-Costa del Sol - Melilla - Menorca - Palma de Mallorca - Pamplona - Región de Murcia - Reus - Sabadell | - Salamanca - San Sebastián - Santiago-Rosalía de Castro - Seve Ballesteros-Santander - Sevilla - Son Bonet - Tenerife Norte-Ciudad de La Laguna - Tenerife Sur - La Palma - La Gomera - El Hierro - Valencia - Valladolid - Vigo - Vitoria - Zaragoza |

### Aerolíneas

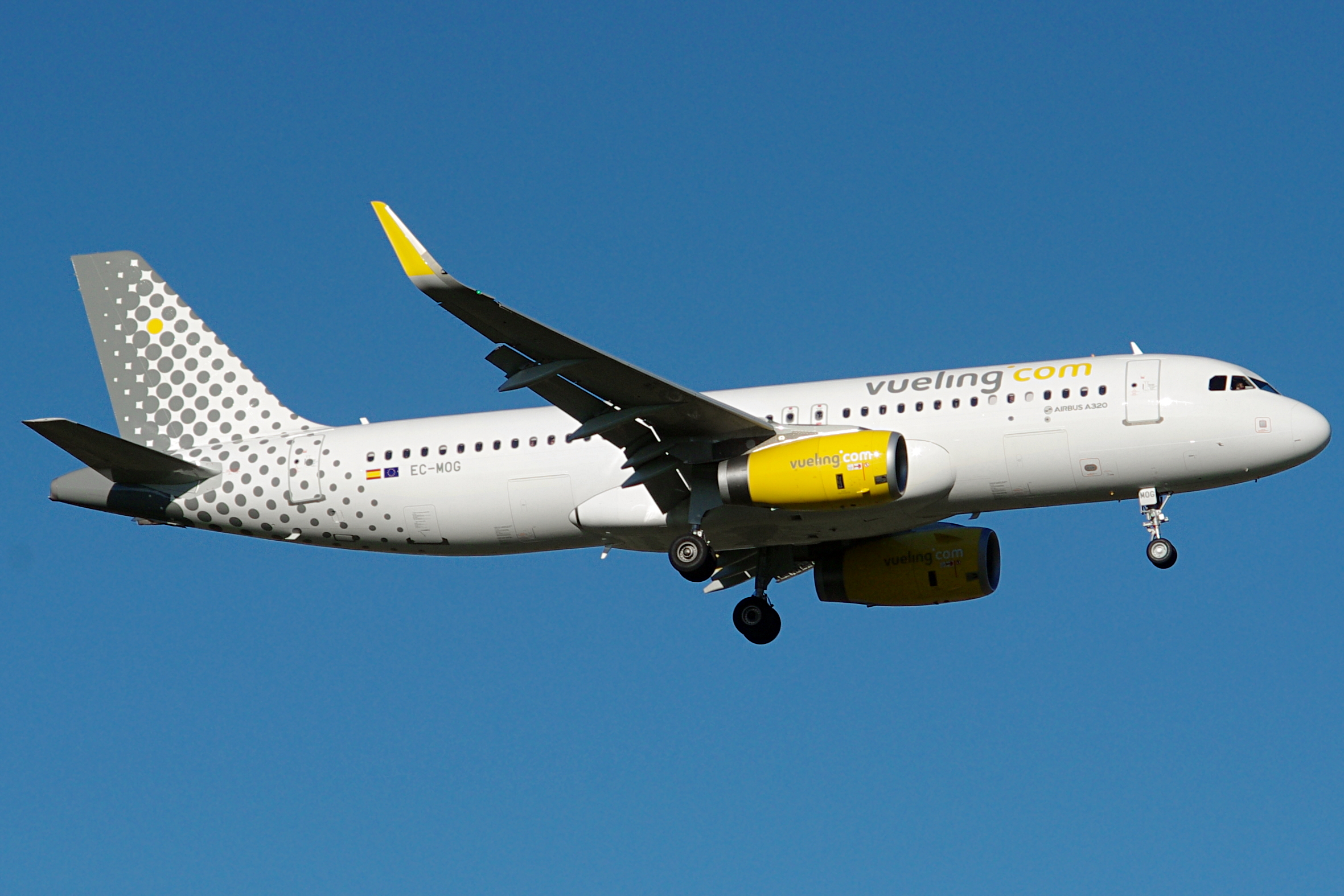
Un avión Airbus A320 de Vueling Airlines aterrizando en el aeropuerto de Bilbao

En la actualidad en España operan aerolíneas procedentes de multitud de países del mundo, aunque la mayoría de vuelos suelen estar operados por aerolíneas españolas y europeas. En cuanto a los destinos, existen vuelos con destino a todo el mundo, pero los principales nodos de conexión del país por medio aéreo son el resto de Europa y Latinoamérica. En este último caso, España destaca como el mayor punto de conexión entre el sur de América y Europa debido a los fuertes lazos de unión e intereses comerciales comunes entre ambas regiones.
En 2017, España contaba con 12 aerolíneas comerciales para transporte de pasajeros. A estas se suman algunas más que realizan vuelos de cargo, así como servicios de vuelo chárter privado. En dicho año, las aerolíneas comerciales de viajeros que operaban en España eran las siguientes:
| - Air Europa - Air Europa Express - Air Nostrum - Binter Canarias - Canaryfly - Iberia - Iberia Express | - Iberojet - Level - Plus Ultra Líneas Aéreas - Volotea - Vueling Airlines - Wamos Air |

## Transporte marítimo

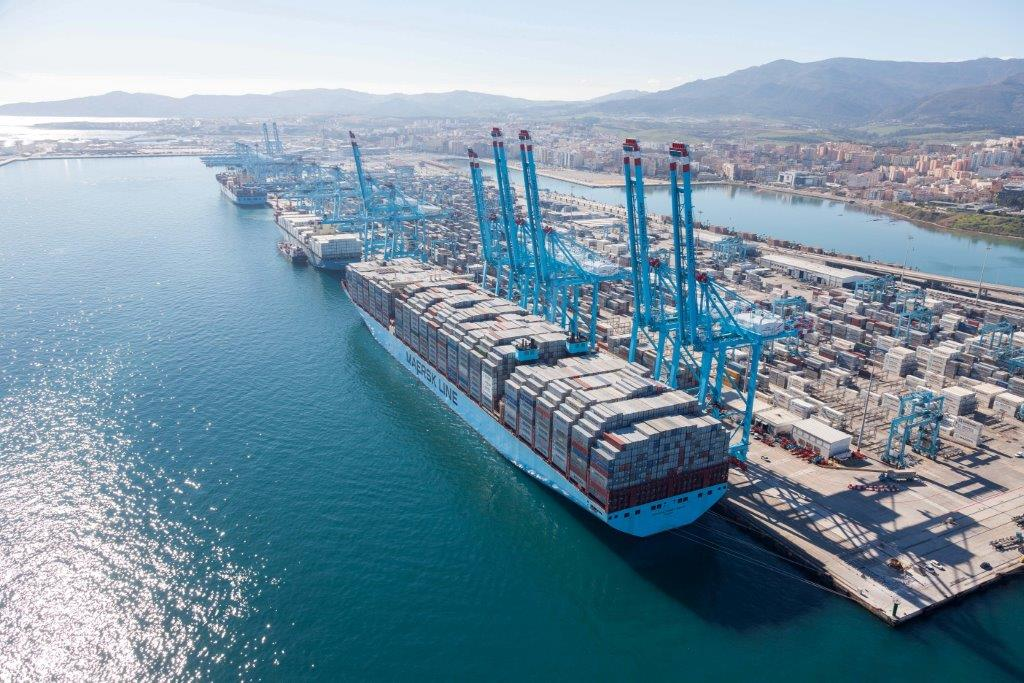
Vista aérea de la zona de carga del puerto de Algeciras

España cuenta con una amplia red de puertos a lo largo de su geografía, así como diversas líneas de transporte marítimo tanto de pasajeros como de mercancías, aunque su potencial económico destaca principalmente en esto último. España está situada como la tercera potencia de la Unión Europea en transporte de mercancías por vía portuaria y la número once a nivel mundial, ya que cuenta con dos de los diez puertos de mercancías más importantes del continente: el puerto de Algeciras y el de Valencia.
El transporte marítimo es la vía de importación y exportación principal de mercancías en el país, contando en 2016 con un 74 % de cuota sobre el total de mercancías. En dicha actividad, los principales puertos en 2017 eran, en la costa mediterránea el Puerto de Algeciras, el Puerto de Valencia y el Puerto de Barcelona. En la costa atlántica los puertos con mayor actividad comercial fueron el Puerto de Bilbao y el Puerto de Las Palmas.
En cuanto a transporte de viajeros, los puertos españoles destacan por el transporte en ferry (en especial entre la península y los territorios insulares de Baleares y Canarias, y entre la península y el Puerto de Melilla y el Puerto de Ceuta), así como por una gran afluencia de cruceros y embarcaciones turísticas de gran tamaño. La orden ministerial FOM/2554/2006, de 27 de julio y FOM/2427/2012, de 29 de octubre regulan bonificaciones al transporte marítimo para los residentes en las comunidades autónomas insulares, así como en las ciudades de Ceuta y Melilla.

### Puertos

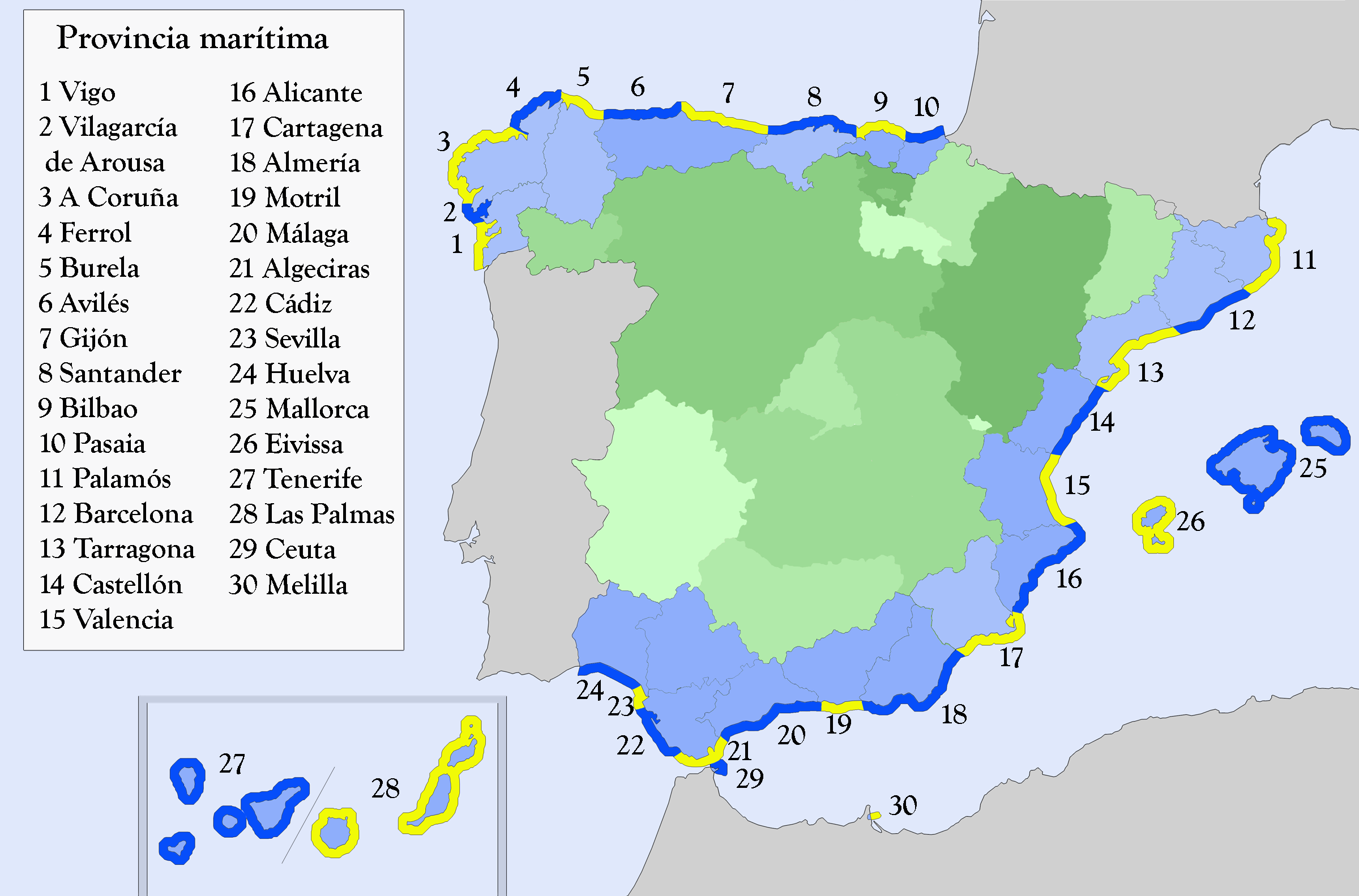
Provincias marítimas de España

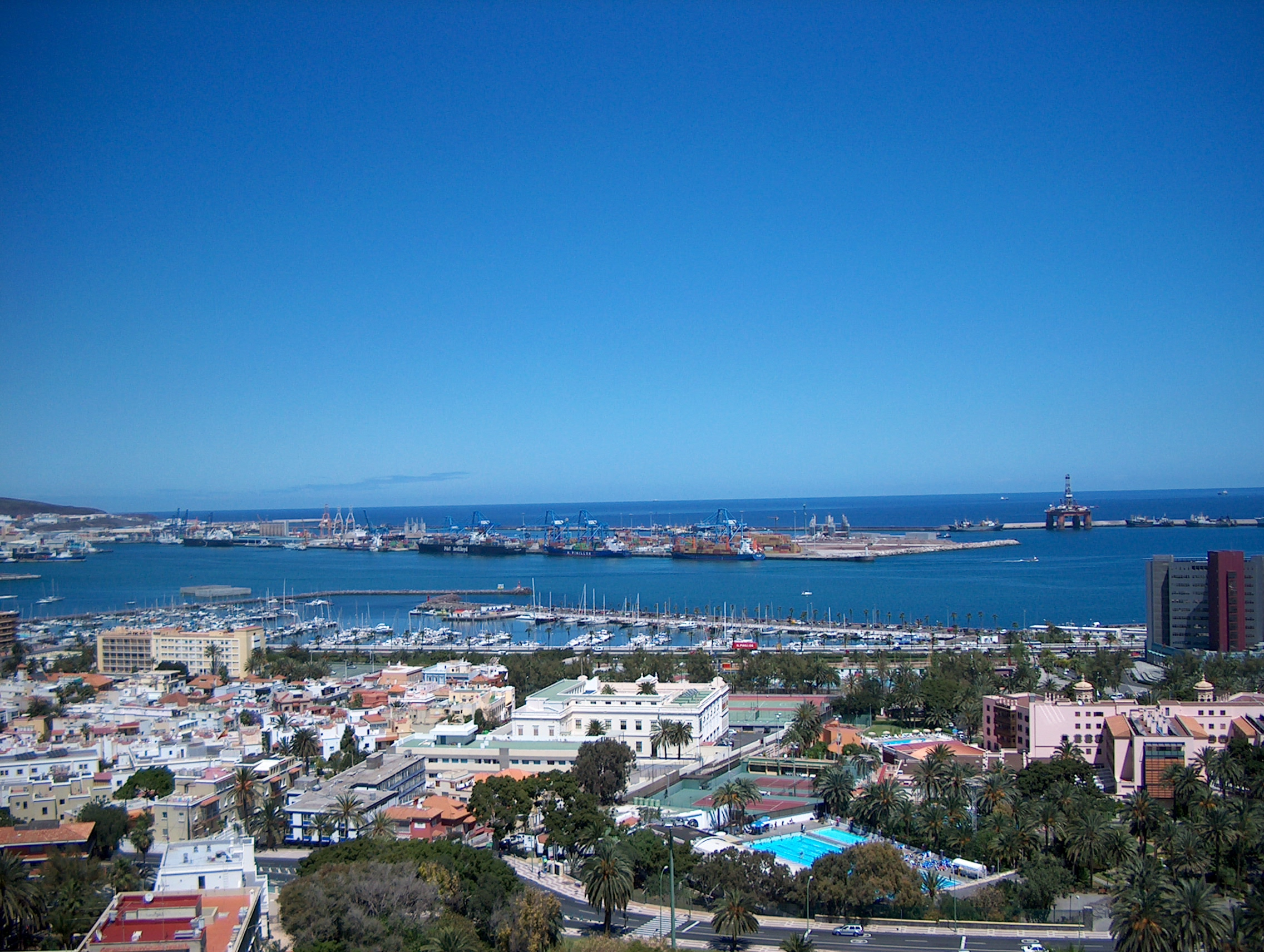
Vista panorámica del Puerto de Las Palmas

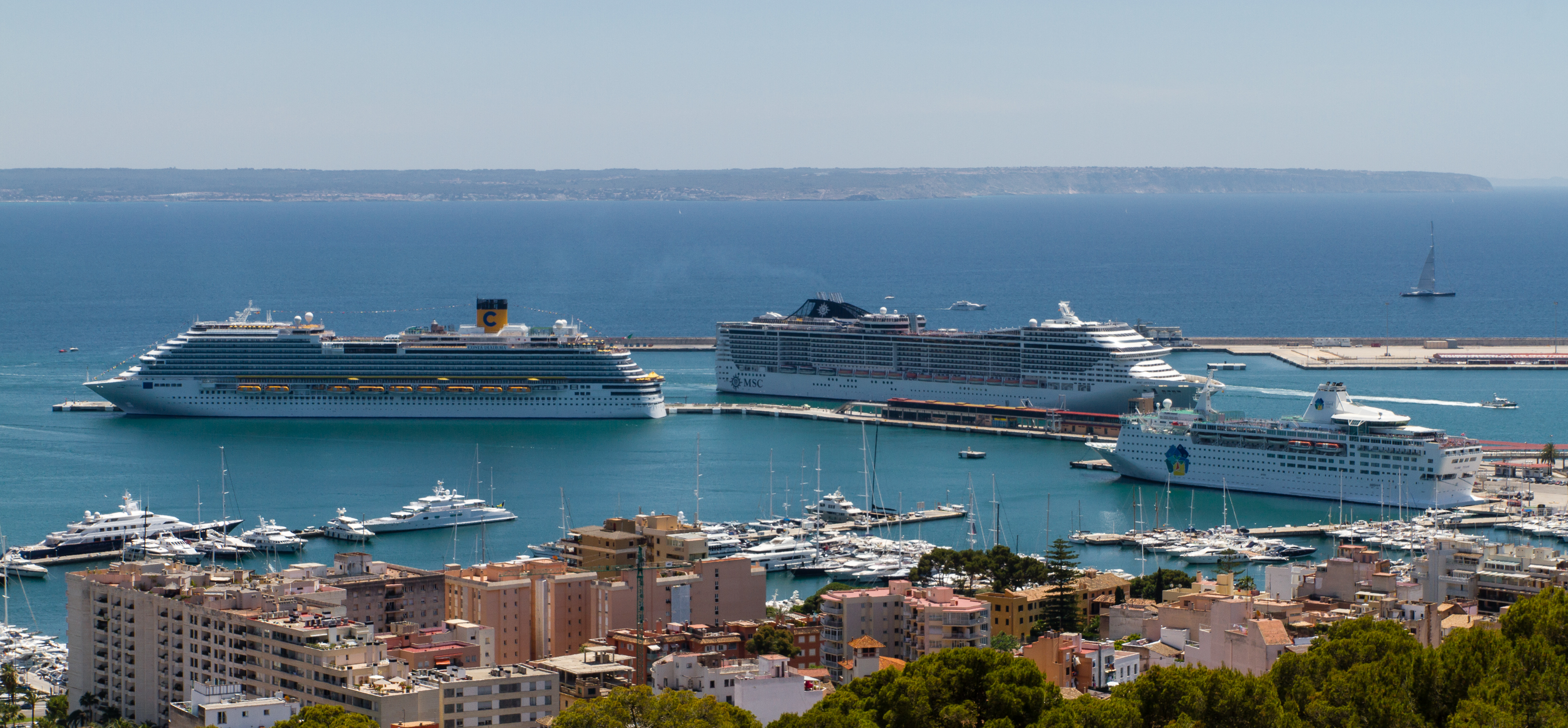
Cruceros turísticos atracando en el Puerto de Palma de Mallorca

España cuenta con 46 puertos de titularidad pública amparados bajo la ley de interés general. Dichos puertos son gestionados a través de 28 autoridades portuarias coordinadas y gestionadas por el ente público estatal Puertos del Estado, que depende directamente del Ministerio de Fomento. Los puertos se encuentran distribuidos entre las 30 provincias marítimas en las que se divide el litoral español.
El puerto con mayor tránsito de pasajeros en 2007 fue el de Palma de Mallorca, con 5.926.000 pasajeros, seguido de Algeciras, con 5.225.000 pasajeros y de Santa Cruz de Tenerife, con 4.954.000. En cuanto a cruceros, el Puerto de Barcelona es el mayor puerto de España en cuestión de cruceros y similares (barcazas, y otras embarcaciones de gran tamaño) y el cuarto a nivel mundial, seguido por el puerto de Santa Cruz de Tenerife. El número total de pasajeros en los puertos españoles durante 2005 fue de 30.204.000 pasajeros.
En mercancías, en el año 2007 los puertos españoles movieron 480 787 000 toneladas de mercancías. El de Algeciras fue el principal, con 69 279 000 toneladas, seguido de Valencia (53 254 000), Barcelona (50 055 000), Bilbao (38 423 000), Tarragona (35 956 000), Las Palmas de Gran Canaria (25 402 000), Cartagena (23 934 000), Huelva (21 783 000), Avilés (20 531 000), Santa Cruz de Tenerife (18 750 000), Palma de Mallorca (14 416 000), La Coruña (13 877 000), Castellón (13 087 000), Ferrol (11 039 000), Almería y Motril-Granada (9 466 000), Bahía de Cádiz (7 143 000), Málaga (6 251 000), Santander (6 187 000), Vigo (5 030 000), Sevilla (4 718 000), Alicante (3 598 000), Ceuta (2 082 000), Marín-Pontevedra (1 908 000) y Melilla (803 000).
| - Puerto de Alicante - Puerto de Almería - Puerto de Avilés - Puerto de la bahía de Algeciras - Puerto de la bahía de Cádiz - Puerto de Palma de Mallorca - Puerto de Barcelona - Puerto de Bilbao - Puerto de Cartagena - Puerto de Castellón - Puerto de Ceuta - Puerto de Ferrol - Puerto de Gijón - Puerto de Huelva | - Puerto de La Coruña - Puerto de Las Palmas - Puerto de Málaga - Puerto de Marín Pontevedra - Puerto de Melilla - Puerto de Motril-Granada - Puerto de Pasajes - Puerto de Santa Cruz de Tenerife - Puerto de Santander - Puerto de Sevilla - Puerto de Tarragona - Puerto de Valencia - Puerto de Vigo - Puerto de Villagarcía |

## Transporte por carretera

Red española de autopistas y autovías

La red de carreteras de España está constituida por el conjunto de vías destinadas a la movilidad mediante el uso de vehículos. Están gestionadas en su titularidad por administraciones públicas, repartiéndose su gestión entre el Gobierno de España (Red de Carreteras del Estado), los gobiernos autonómicos y las diputaciones y ayuntamientos. En 2014, la red contaba con un total de 1 165 361 km, de los cuales 26 073 km están gestionados por la Administración Central y acogían el 50,9 % del tráfico total y el 62,5 % del tráfico pesado. Las diferentes redes de carreteras autonómicas gestionaban 71 145 km y el 43,3 % del tráfico, mientras que las diputaciones poseían a su cargo 68 143 km (5,8 % restante). Además, los ayuntamientos tienen a su cargo 489 698 km de los cuales 361 517 km son vías urbanas.
La totalidad de la red española de carreteras está integrada en la Red de Carreteras Europeas, un sistema creado por la Unión Europea que persigue la unificación y normalización de todas las carreteras de los países miembro. Así, las carreteras españolas, además de su denominación propia, poseen una segunda nomenclatura europea, que se rótula en color verde lima bajo el esquema E-XX y que identifica de manera única a cada vía dentro del sistema transnacional del continente. Así, por ejemplo, la autovía A-62 también se denomina E-80 dentro del sistema europeo.
En transporte de viajeros, la movilidad en carretera era el medio más utilizado por los viajeros españoles para desplazarse, con una gran diferencia por encima del resto de medios. En 2014, el 90 % del total de viajeros por kilómetro recorrido en España utilizó algún medio de transporte por carretera.

### Red principal

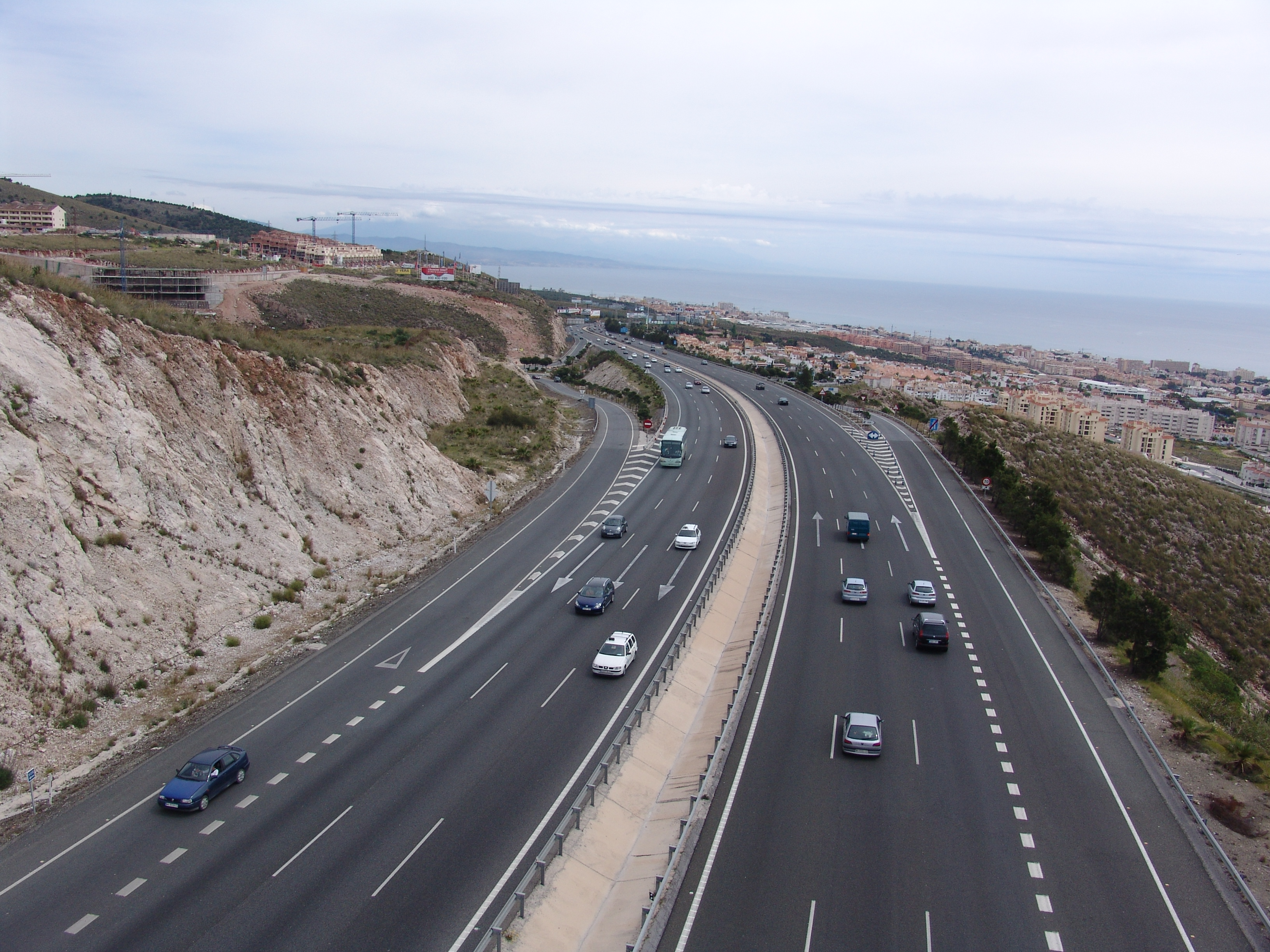
Autovía A-7 (E-15) a su paso por Benalmádena (Málaga)

Históricamente, la red de carreteras española se creó siguiendo un esquema radial con centro en la ciudad de Madrid. Esto se llevó a cabo por dos motivos: por una parte, debido a que la ciudad ostenta la capitalidad del país, y por otra parte, ya que al estar situada la ciudad en el centro geográfico de la península, se facilitaban las comunicaciones entre toda la periferia. Desde finales del siglo XX, los cambios de población y el avance económico de otras zonas ha conllevado que las administraciones vayan sustituyendo este modelo, creando nuevas vías transversales y constituyendo así un esquema en forma de malla.
Autopistas y autovías

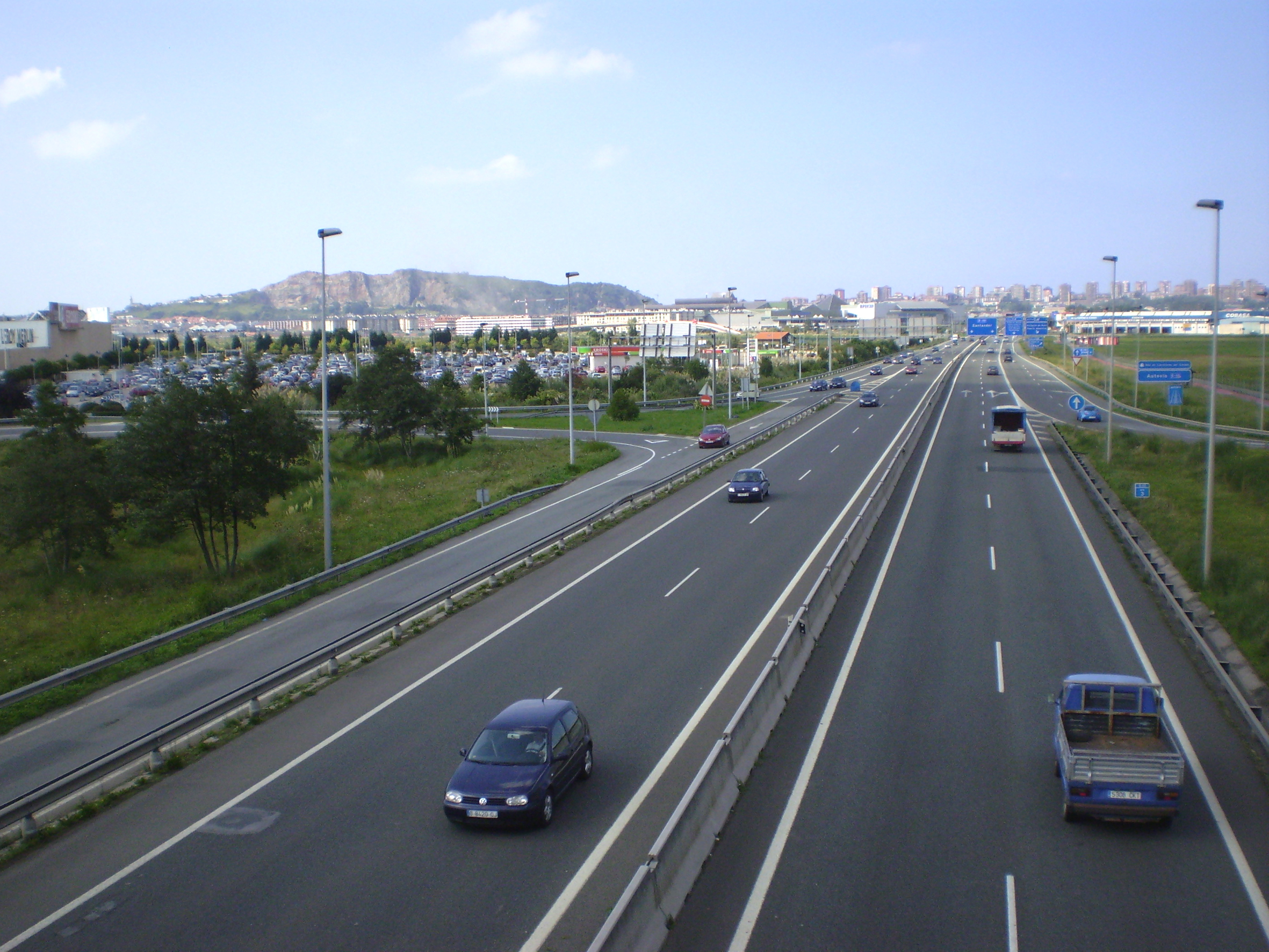
Autovía S-10 a su paso por el aeropuerto de Santander

Las históricas vías radiales reciben el nombre de «carreteras nacionales», rotuladas en rojo bajo la nomenclatura N-XX. Estas han ido siendo sustituidas paulatinamente en favor de nuevas autovías y autopistas, rotuladas en color azul bajo la nomenclatura A-XX y AP-XX. Así, muchas de las vías de gran capacidad son desdoblamientos de carreteras nacionales. Las red principal de autopistas y autovías es parte de la Red de Carreteras del Estado (RCE), gestionada por la Dirección General de Carreteras del Ministerio de Fomento, o en el caso de ser una autopista de peaje, por la empresa concesionaria, con arreglo al contrato firmado. En entornos urbanos, algunos tramos de las autovías están gestionadas por los gobiernos autonómicos.
- N-330  Identificación y nomenclatura de Carretera Nacional.
- A-97  Identificación y nomenclatura de Autovía.

A 31 de diciembre de 2015 la red de vías de alta capacidad estaba compuesta por 17 021 km, lo que supone el 10 % del total de carreteras de España, convirtiéndose así en el tercer país del mundo tras Estados Unidos y China por número de kilómetros. Esto también convierte a España en el país de Europa con mayor longitud absoluta de este tipo de vías. El segundo es Alemania con 12.879 km y Francia el tercero con 11.465 km.
Para ser considerada una vía como autopista o autovía, debe reunir las siguientes características:
- Carecer totalmente de cruces al mismo nivel, intersecciones, semáforos o rotondas a lo largo de su recorrido.
- Velocidad mínima de circulación de 60 km/h, excepto si las condiciones del tráfico o de la situación de la vía lo impiden.
- Calzadas separadas para cada sentido de circulación.
- Disponer de más de 1 carril de circulación para cada sentido de la marcha

### Red secundaria

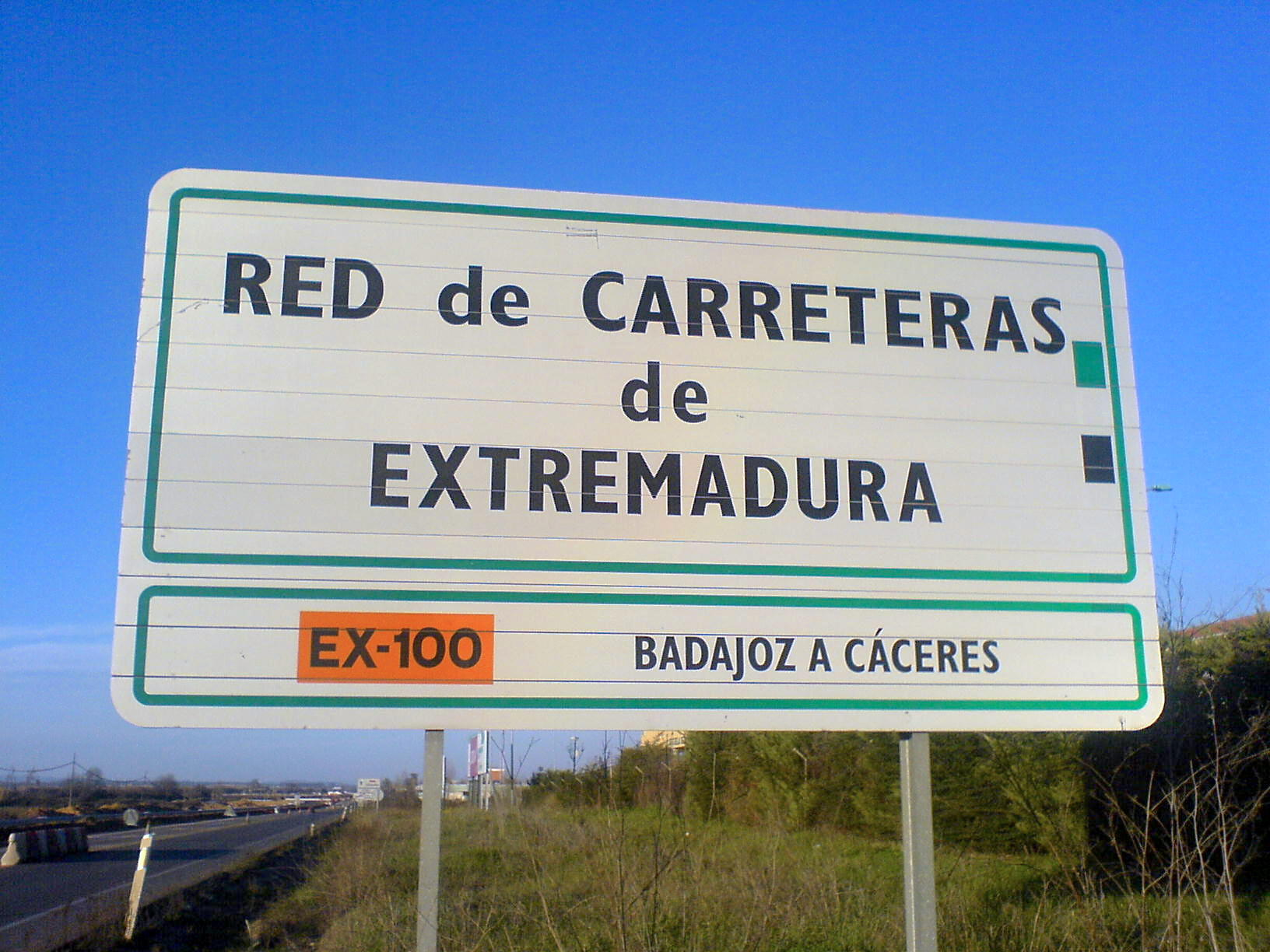
Señalización de la carretera autonómica EX-100 de la Red de Carreteras de Extremadura

La red secundaria de carreteras de España está formada por el conjunto de las carreteras de titularidad autonómica (Red Autonómica dependiente de la comunidad autónoma), provincial (Red Provincial dependiente de las  Diputaciones Provinciales) y municipal. En 2007 había 170 000 km de carretera de este tipo en todo el país.
En España y en el ámbito de sus respectivas competencias, cada comunidad autónoma organiza la red de carreteras que discurre por su territorio (Red Autonómica, Red Provincial y Red Municipal) de acuerdo con sus respectivas leyes de carreteras, con excepción de la Red de Carreteras del Estado, que depende del Ministerio de Fomento y se rige por la Ley 37/2015, de Carreteras del Estado.
Su nomenclatura está constituida por un código de una, dos o tres letras acordes al nombre del territorio seguido de un número. Así, por ejemplo, las carreteras de la red catalana se denominan C-XXX, mientras que las de Extremadura quedarían identificadas como EX-XXX. El código de colores está normalizado por el Reglamento General de Circulación. Así, las autopistas autonómicas, al igual que las estatales deben rotularse en azul, las carreteras de primer nivel (autonómicas) en naranja, las carreteras de segundo nivel (comarcales) en verde y las carreteras de tercer nivel (locales) en amarillo. 
- EX-A2  Identificación y nomenclatura de autovía autonómica. (En este caso, de la Red de Carreteras de Extremadura)
- CA-130  Identificación y nomenclatura de carretera autonómica. (En este caso, de la Red de Carreteras de Cantabria)
- LE-232  Identificación y nomenclatura de carretera provincial. (En este caso, de la Red Provincial de Carreteras de León)
- AL-3407  Identificación y nomenclatura de carretera local. (En este caso, de la Red local de Carreteras de Almería)

### Transporte en autobús
Autobús de largo recorrido

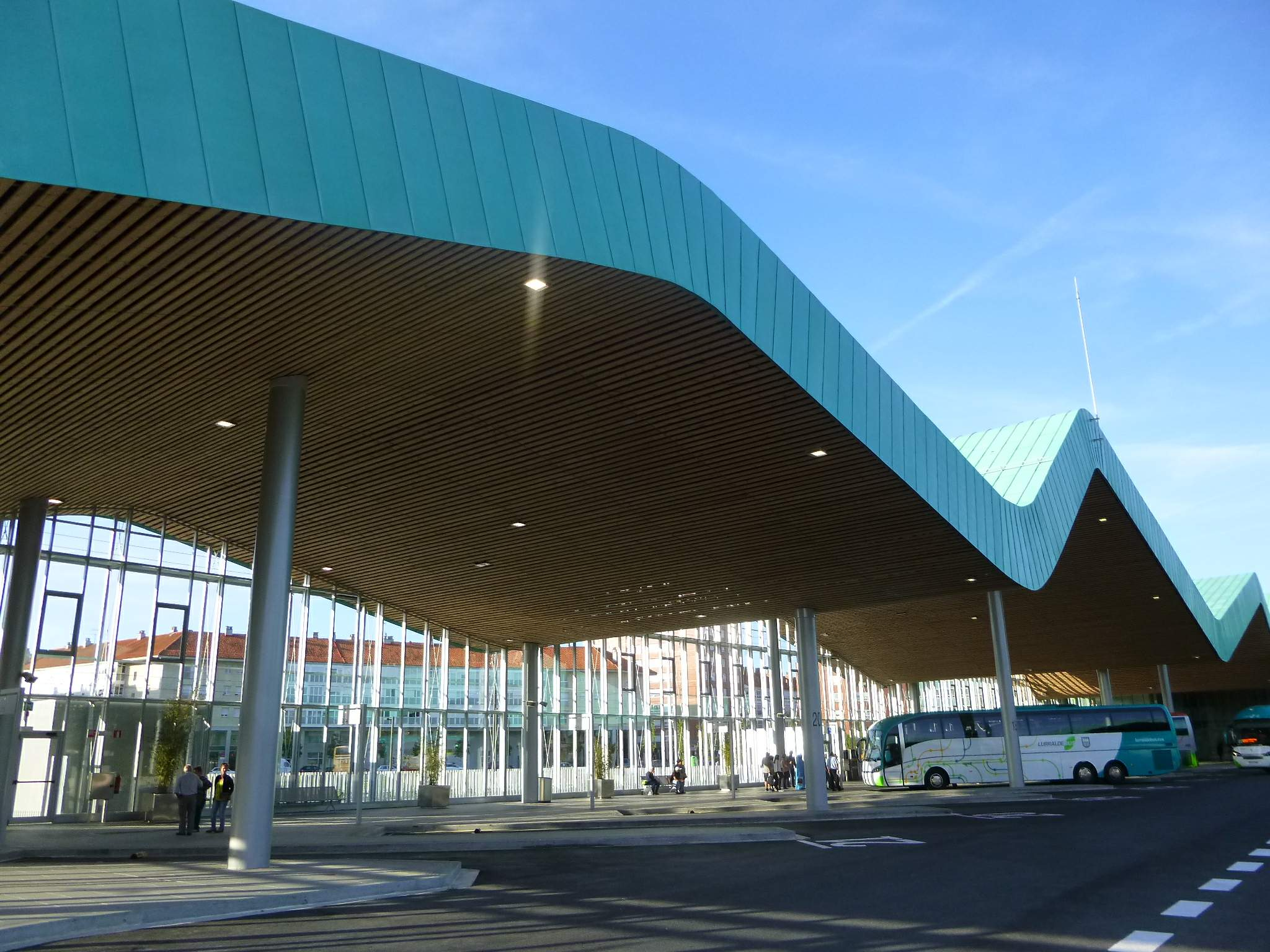
Dársenas de la estación de autobuses de Vitoria

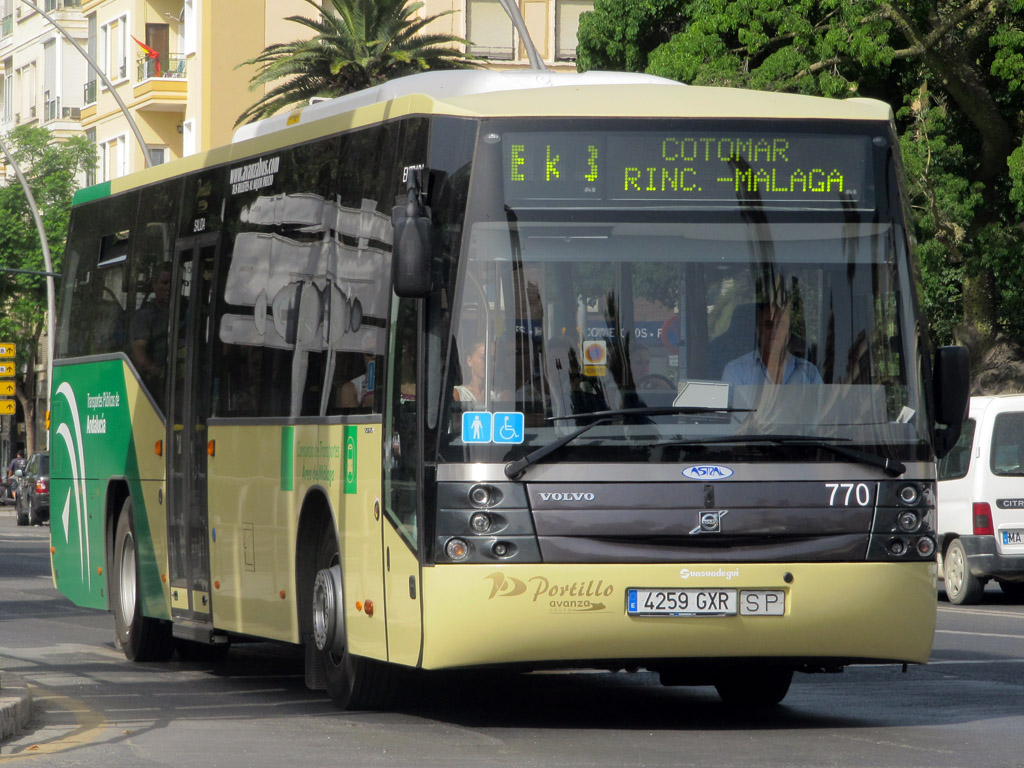
Autobús metropolitano del Consorcio de Transportes de Málaga

Las líneas de transporte regular de viajeros es un negocio regulado de titularidad pública en la que las distintas autoridades permiten a diversas empresas explotar comercialmente los recorridos sometidas a régimen de concesión. La titularidad de cada una de las líneas depende de su ámbito territorial: Los recorridos que transcurran por el interior de una comunidad autónoma son concesión del gobierno autonómico. En cambio, las que discurran por más de una Comunidad, son competencia del Gobierno Central. Sin embargo, hay excepciones, existiendo concesiones autonómicas que sobrepasan el límite autonómico. Así, cada administración es la encargada de designar a una empresa concreta para cubrir cada recorrido durante el tiempo pactado en cada concesión.
En el año 2015 hubo aproximadamente un volumen total de 5.385.793.739 de viajeros por kilómetro recorrido en líneas regulares de largo recorrido de transporte colectivo en autobús, según los datos ofrecidos por el Ministerio de Fomento.
España cuenta con un gran número de estaciones de autobús. Todas las capitales de provincia cuentan con al menos una estación para este tipo de transporte colectivo, así como la mayor parte de municipios de más de 100 000 habitantes. En términos de volumen de viajeros, el operador Alsa es la compañía con mayor número de pasajeros y líneas en concesión del país.
Autobuses urbanos y metropolitanos
En un gran número de ciudades españolas es habitual encontrar sistemas de autobús urbano que permiten la movilidad urbana de sus ciudadanos. Dichos servicios son de titularidad municipal, aunque su explotación depende de cada municipio. Mientras que en algunos el consistorio es el encargado de explotar el servicio público, en otras ciudades se gestiona de manera indirecta mediante concesiones a operadores privados. El autobús es el medio de transporte urbano más utilizado en todas las grandes áreas metropolitanas españolas, seguido de cerca por el transporte metropolitano en ferrocarril. 

Por su parte, en las áreas metropolitanas se han establecido Consorcios de Transporte, que agrupan a las administraciones titulares y en ocasiones, a los operadores. Son entidades que asumen las competencias de los órganos públicos que integran el consorcio. Algunos Consorcios abarcan el territorio completo de la comunidad autónoma (como Madrid y Asturias), mientras que en otros se limitan a las áreas metropolitanas (siendo el caso de los Consorcios de Andalucía), de tal manera que las líneas que sobrepasan el ámbito metropolitano son competencia autonómica.

## Transporte en ferrocarril

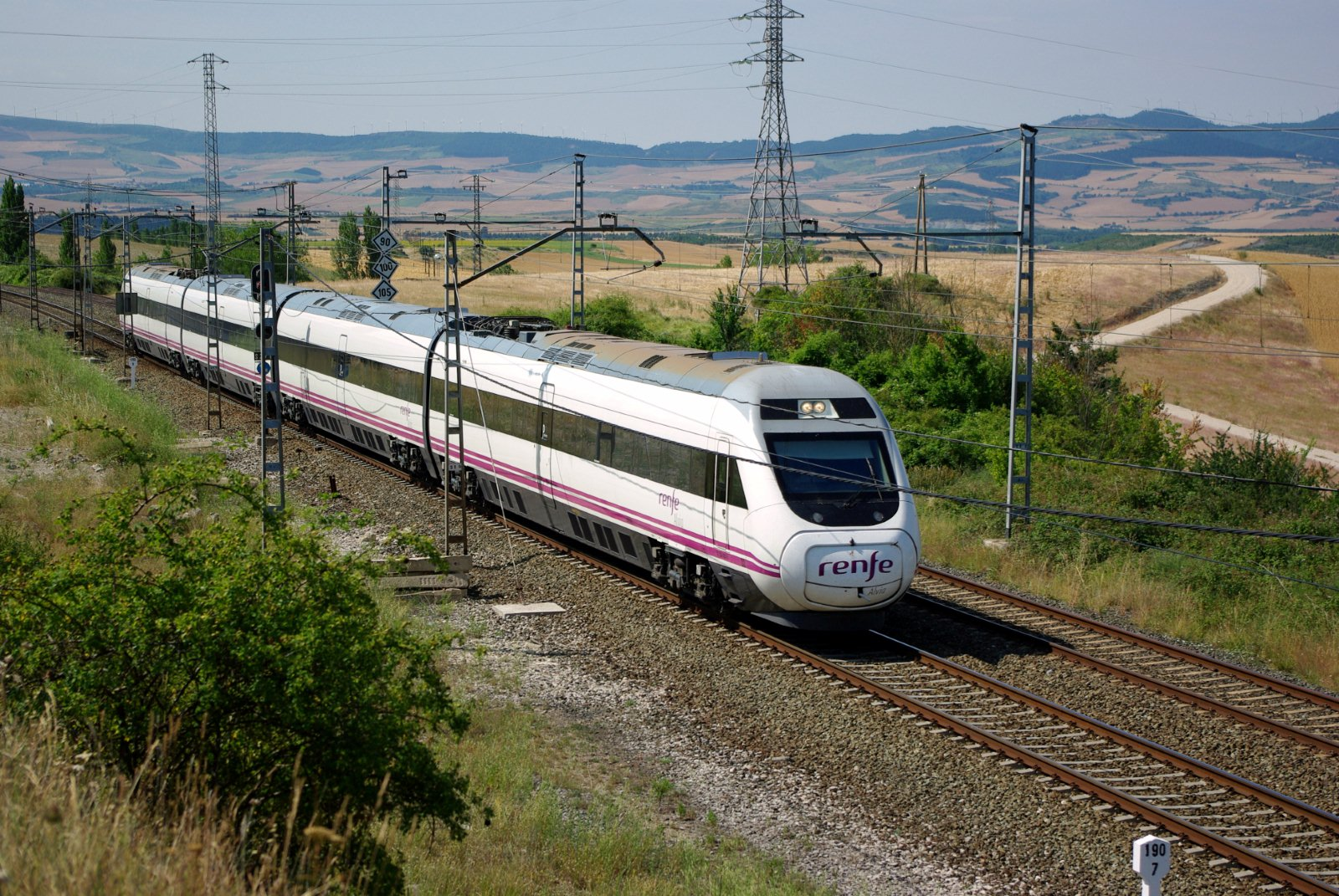
Un Alvia modelo 120 de Renfe a su Paso por la localidad de Zuasti

Red de ferrocarriles en España. En rojo, las líneas de ferrocarril convencional de ancho ibérico, en azul las líneas de alta velocidad en ancho internacional y en verde las de ancho métrico

La red ferroviaria española es el conjunto de vías de ferrocarril del país. En 2015, España contaba con la séptima red ferroviaria europea en longitud, con 15 900 km construidos. Dicha red está compuesta por tres tipos de ancho fundamentalmente: ancho internacional, ancho ibérico y ancho métrico. La red española es de titularidad pública y su gestión corresponde a diferentes instituciones: La mayor parte de las líneas de larga y media distancia están integradas en la Red Ferroviaria de Interés General (RFIG), propiedad del Ministerio de Fomento y gestionada a través de Adif. Así mismo, existen determinados tramos propiedad de los distintos gobiernos autonómicos, así como líneas de ferrocarril metropolitano o local que son titularidad de los ayuntamientos correspondientes.
Hasta la década de 1990, la red ferroviaria española ha sido en gran parte de ancho ibérico (1 668 mm). Esto tradicionalmente ha sido un obstáculo para el desarrollo y la eficacia del ferrocarril en el país, en especial para el transporte de mercancías, debido a la diferencia de ancho con Francia y otros países europeos. Con la construcción de la línea de alta velocidad Madrid-Sevilla se decide adoptar por primera vez el ancho estándar (1 435 mm), el cual se utiliza desde entonces en casi todas las vías de alta velocidad desarrolladas hasta entonces.
Renfe Operadora es un operador ferroviario público dependiente del Ministerio de Fomento. Es la compañía más importante del país en transporte de pasajeros con licencia para explotar comercialmente la Red Ferroviaria de Interés General de Adif. Renfe ofrece servicios regulares de larga, media y corta distancia, tanto de alta velocidad como de velocidad convencional. En el transporte de mercancías existen otras nueve empresas privadas además de Renfe Mercancías, filial del operador público.
Anchos de vía

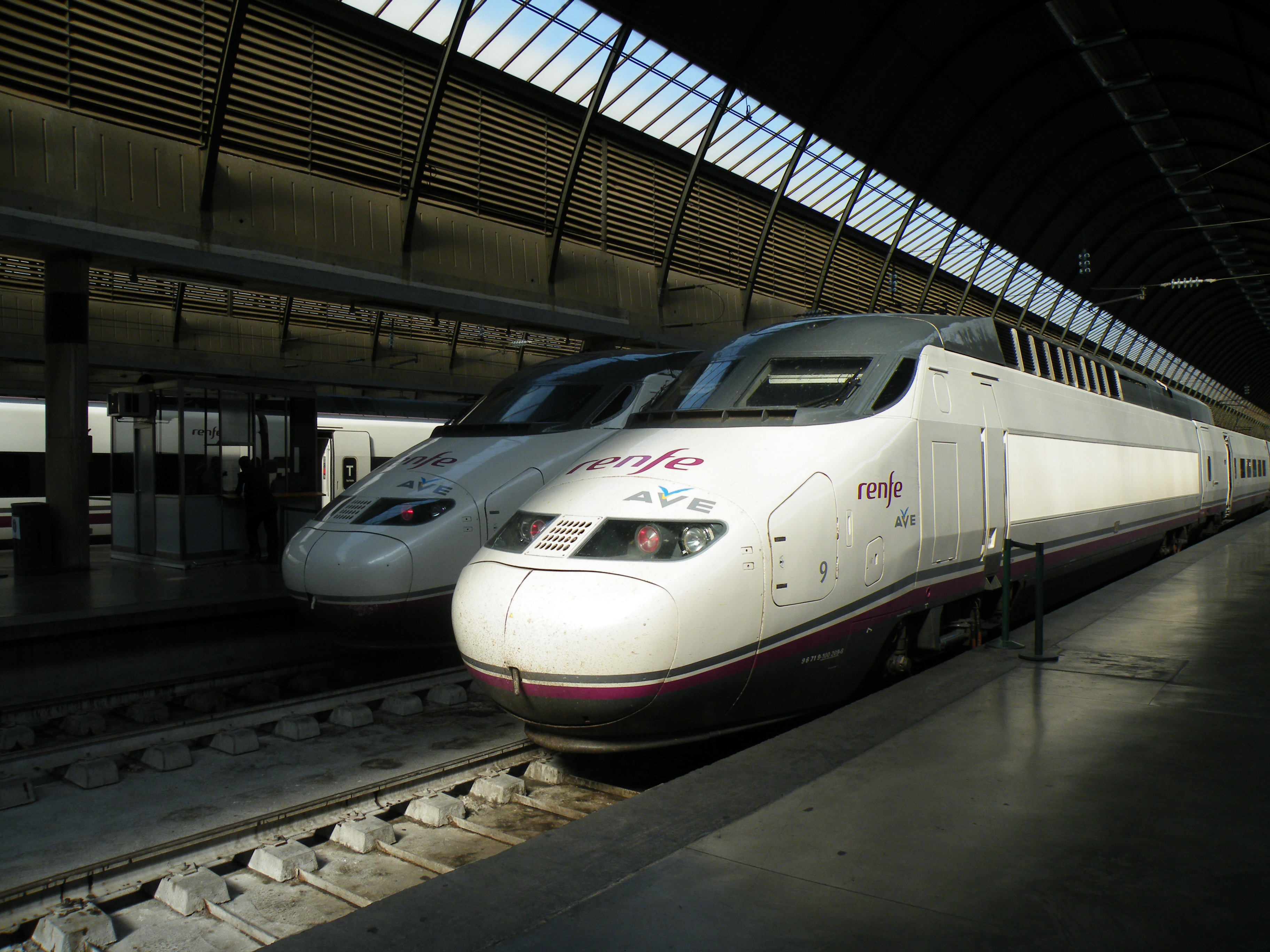
Un tren AVE en la Estación de Sevilla-Santa Justa. La inauguración del AVE entre Sevilla y Madrid en 1992 supuso la reintroducción del ancho estándar (1 435 mm) en España

En la actualidad coexisten hasta 6 anchos de vía distintos en la red ferroviaria de España. Esto se remonta a los orígenes del ferrocarril en la península ibérica en 1844, en el que varios ingenieros prepararon un informe, conocido como informe Subercasse, para la viabilidad de su construcción. En él se recomendaba que el ancho de vía fuese de 6 pies castellanos (1.672 mm aproximadamente). Esto permitiría disponer de locomotoras de vapor con una caldera de mayor tamaño que tuviese potencia suficiente para enfrentarse a la difícil orografía española.
Aunque al poco tiempo se descartó que el razonamiento sobre la potencia de las locomotoras fuese válido y en la mayoría de los ferrocarriles europeos ya se establecían los 1.435 mm estándar, la Ley General de Ferrocarriles de 1855 mantuvo la medida, sin embargo, este ancho terminó solo por aplicarse en la Línea 1 del Metro de Barcelona. En 1955 se firmó un acuerdo entre RENFE y Caminhos de Ferro Portugueses para establecer el ancho ibérico en 1.668mm. Esta decisión acabó demostrándose como un error que ha lastrado históricamente la expansión internacional del ferrocarril en España y ha mermado la capacidad del tren para el transporte de mercancías entre la península y el resto de Europa.
En la última década del siglo XX se introdujo en España el ancho estándar empezando por la línea de Alta Velocidad a Sevilla (N.A.F.A., inaugurada en 1992), y éste ancho se adoptó para todas las líneas semejantes que se hicieran en el futuro. Sin embargo este plan adquirió una dimensión mucho más ambiciosa al comenzar la octava legislatura en 2005, cuando el Ministerio de Fomento elaboró un estudio, denominado Plan Estratégico de Infraestructuras y Transporte con el que se pretendió sentar las bases para la adaptación de toda la red convencional nacional al ancho estándar, sin exclusión de ninguna comunidad autónoma.
Con estas medidas, el Gobierno de España busca asegurar la interoperabilidad con el resto de la red ferroviaria europea e incrementar el transporte de mercancías con los países del continente. Sin embargo, dada la magnitud del desembolso que la aplicación de estas medidas suponen para el erario público, se estima que la transformación de la red solo será posible en el largo plazo.

### Líneas de Alta Velocidad

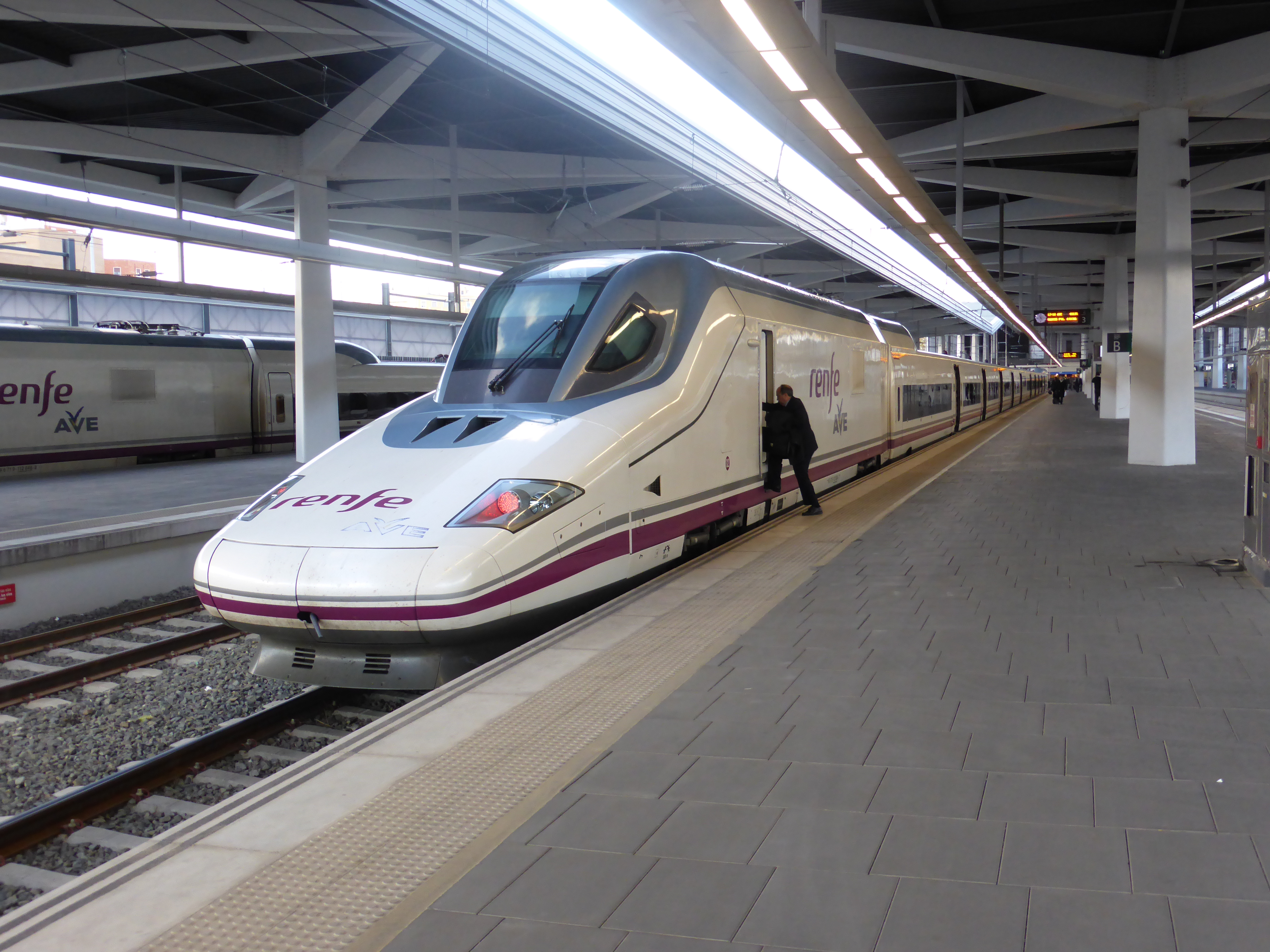
Una unidad de la serie 112 de Renfe Operadora para servicios de Alta velocidad en la estación de Valencia-Joaquín Sorolla

Líneas de alta velocidad actualmente en servicio, construcción, proyecto o en estudio

La alta velocidad en España se compone de cinco corredores principales de alta velocidad y múltiples líneas que conectan con ellos. Todos ellos a su vez se integran en sus respectivos corredores europeos, integrados en red básica de la Red transeuropea de transporte (TEN-T). La práctica totalidad de la red de alta velocidad (así como todas las líneas planificadas o en construcción) es de ancho de vía estándar. Con 3 410 km en servicio, se trata de la red de alta velocidad más extensa de Europa y la segunda en todo el mundo, solo por detrás de China.
Todas las líneas de alta velocidad están recogidas en la Red de Interés General y son administradas por Adif Alta Velocidad, un ente público empresarial del Ministerio de Fomento encargado de la gestión de estas líneas. Ninguno de los corredores se encuentra totalmente finalizado: todos ellos cuentan con parte de las líneas que lo forman en servicio o en construcción. A continuación se listan todos ellos:
- Corredor mediterráneo: Su recorrido conecta la frontera francesa en Figueras-Vilafant con Algeciras en paralelo por la costa mediterránea. Cubre las comunidades autónomas de Cataluña, la Comunidad Valenciana, la Región de Murcia y Andalucía.
- Corredor Central: Conecta también la frontera francesa con Algeciras, discurriendo por las comunidades de Cataluña, Aragón, Madrid, Castilla-La Mancha y Andalucía.
- Corredor Atlántico: Su objetivo es unir la fachada atlántica peninsular con el interior (Madrid) y el resto de Europa. No es un corredor lineal, sino que su forma asemeja más bien a una estrella, debido a que su fin es unir numerosos puertos de la fachada atlántica tanto con Madrid como con la frontera francesa a través del paso de Irún.
- Corredor Cantábrico-Mediterráneo: Su objetivo es unir la costa cantábrica y el levante español. Una vez finalizado, dará cobertura a las ciudades de Valencia, Teruel, Zaragoza, Tudela, Logroño, Miranda de Ebro, Pamplona y Santander.
- Corredor Atlántico-Mediterráneo: Su objetivo es conectar la fachada atlántica Peninsular (Incluyendo Portugal) con el corredor central y el mediterráneo.

Renfe es el principal operador autorizado para operar de alta velocidad en España. El operador público ofrece sus servicios de alta velocidad a través de tres marcas diferenciadas: Alvia, Avant y AVE. Los trayectos internacionales con Francia los opera Renfe-SNCF en Cooperación, una empresa conjunta creada a partes iguales por Renfe y SNCF.
AVE (Alta Velocidad Española) es la marca más popular de Renfe. Bajo esta denominación la compañía ofrece sus servicios de larga distancia en alta velocidad (hasta 300km/h). Los servicios en alta velocidad a coste reducido se operan bajo la marca Renfe Avlo.
Los Alvia son servicios mixtos capaces de circular por vías convencionales y de alta velocidad al mismo tiempo y se utilizan para acortar los tiempos de viaje en trayectos que aún no cuentan con vías de este tipo en todo el recorrido. Avant es el nombre que reciben los servicios de Renfe para media distancia en alta velocidad.
En el año 2020, como consecuencia de la liberalización del transporte de pasajeros, entraron en el mercado dos nuevos competidores que operan algunas de las principales rutas en alta velocidad: Ouigo (filial de SNCF) e Iryo (filial de Trenitalia).

### Líneas convencionales

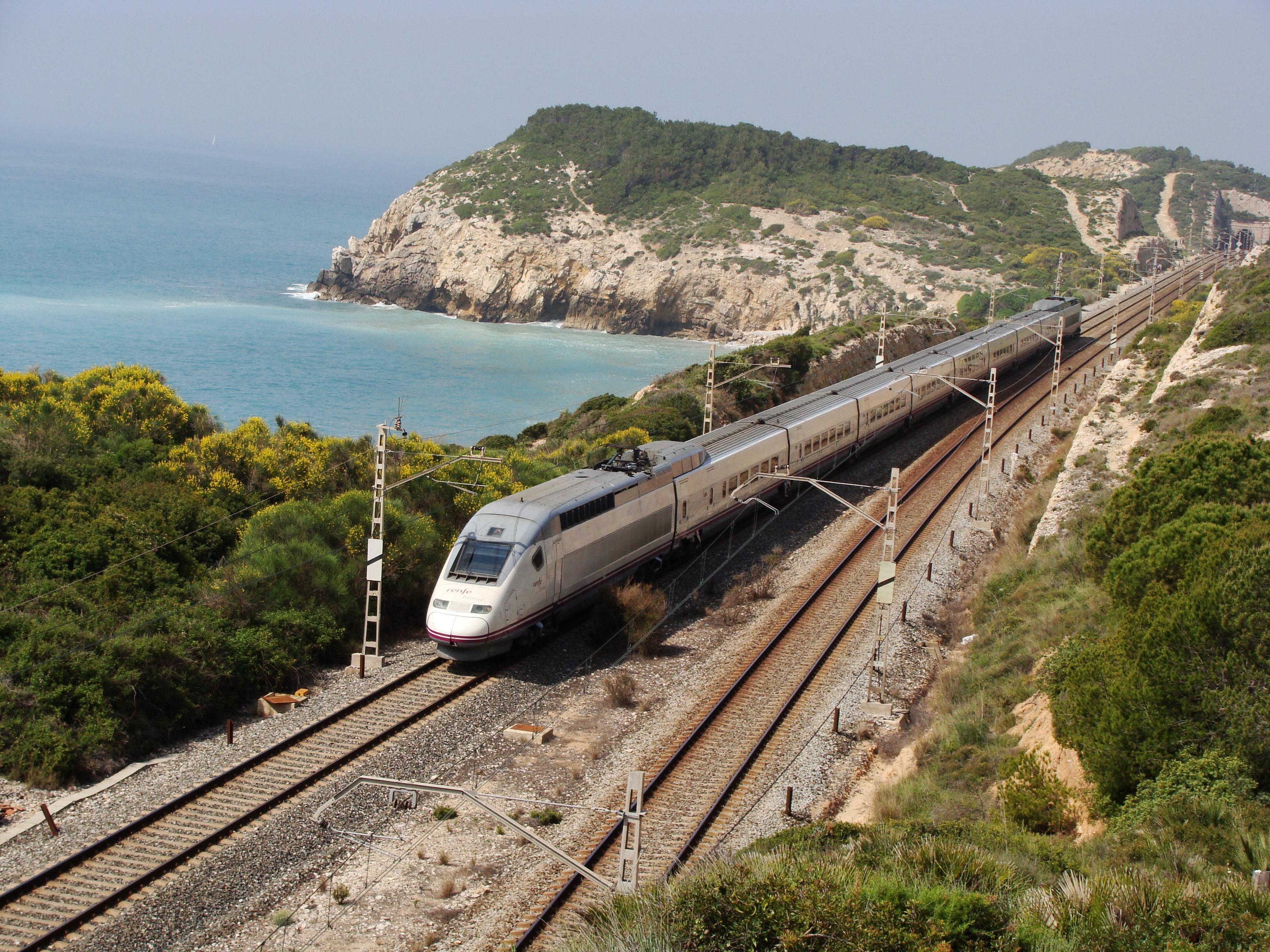
Un servicio Euromed de Renfe Operadora Barcelona-Alicante a su paso por la comarca catalana de El Garraf

Adif denomina líneas convencionales a todos aquellos tramos de la Red de Interés General que no son aptos para la alta velocidad. De ellos, 10 509,7 kilómetros son de ancho ibérico y 118 de ancho mixto (combinación de ibérico y estándar). Las principales líneas de este conjunto admiten en general velocidades de entre 160 y 220km/h. La mayor parte de las líneas se encuentran integradas en la Red Transeuropea de Ferrocarril Convencional.
Además de la RDIG, existen líneas de titularidad autonómica o derivaciones particulares. Esto incluye todas las líneas de vía ancha a excepción de las líneas Barcelona-Vallés y Lérida-Puebla de Segur, de carácter regional y pertenecientes a FGC, y todas las de vía estrecha a excepción de las transferidas a Cataluña, País Vasco, Comunidad Valenciana y Baleares.
En servicios de pasajeros, Renfe es el principal operador ferroviario de esta red con servicios de larga distancia diurnos bajo las marcas Intercity y Euromed y nocturnos bajo la marca Trenhotel. En mercancías trabajan en esta red tanto Renfe Mercancías y sus filiales como otros operadores privados.
Renfe también junto a Comboios de Portugal la línea nocturna Lusitania, que une las ciudades de Lisboa y Madrid.

### Núcleos de Cercanías
Regionales Renfe

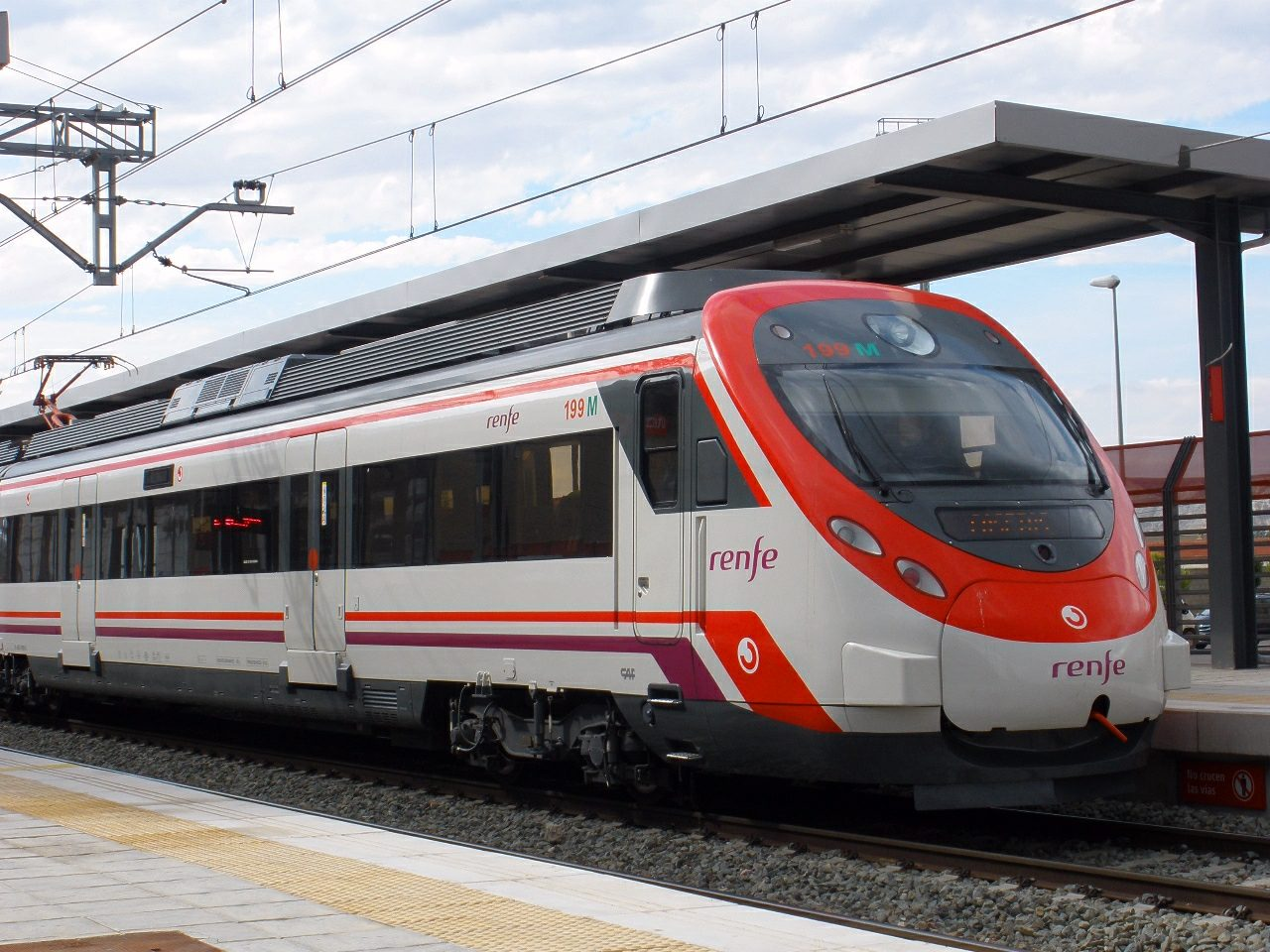
Un tren Civia de la línea C-1 de Cercanías Zaragoza en la estación de Utebo

Los trenes de cercanías son una modalidad de transporte público ferroviario de gran capacidad y frecuencia, orientada a áreas metropolitanas y con horarios cadenciados. La mayoría de las líneas son prestadas por Renfe a través de Renfe Cercanías. En determinados núcleos, estos servicios son prestados de forma conjunta por operadores ferroviarios de titularidad autonómica. 
Los principales servicios suburbanos de Renfe Cercanías suelen circular por vías convencionales de ancho ibérico y métrico (en el norte), que en muchos casos comparten con el resto de trenes, a cualquier hora del día. Estos servicios se prestan tanto en estaciones compartidas con otro tipo de servicios como en específicas.

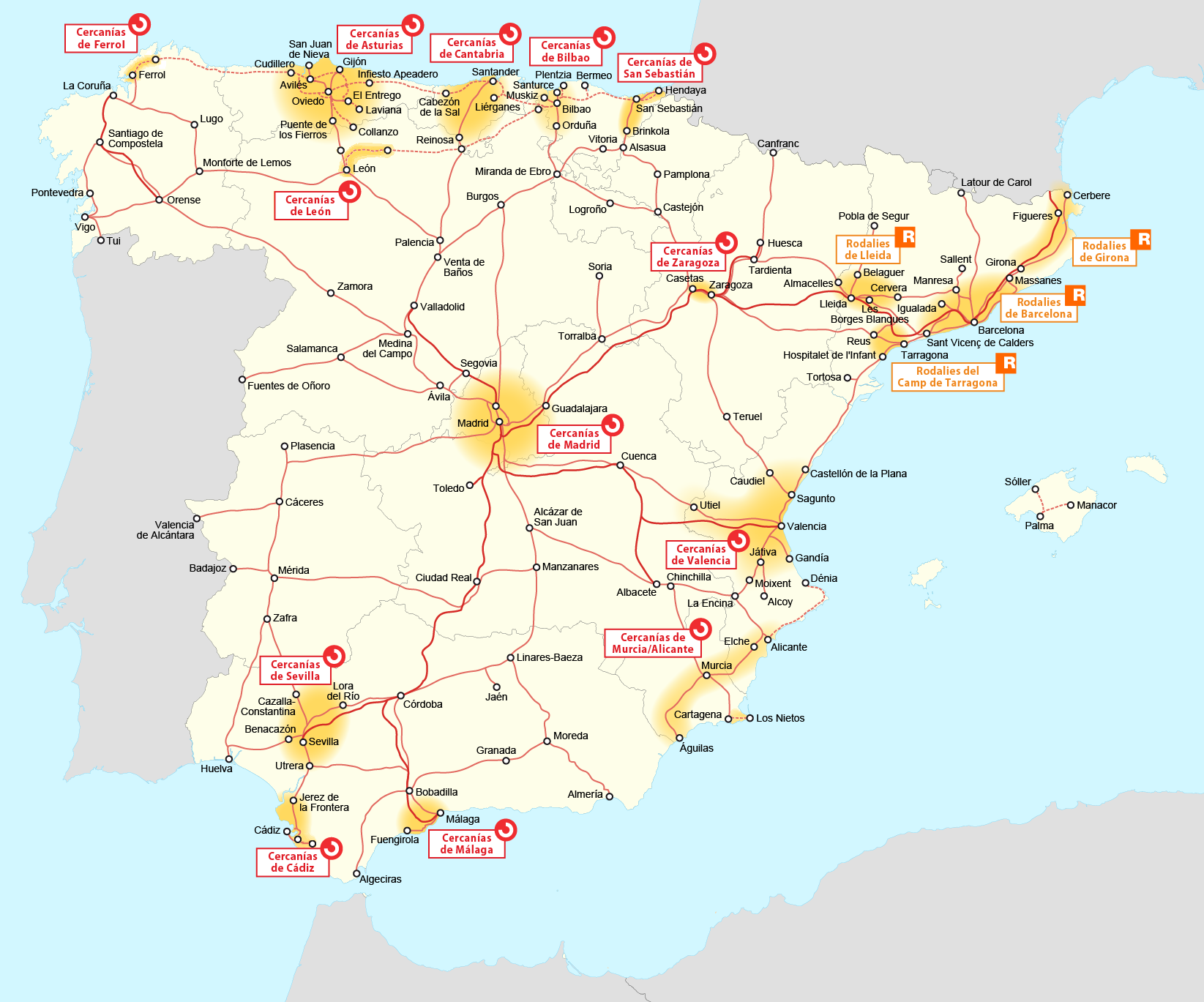
Núcleos de Cercanías en España

En la actualidad, Renfe Cercanías explota 14 núcleos en todo el país, siendo los más extensos los de Cataluña (462,7 km) y Madrid (370 km).
| - Asturias - Bilbao - Cantabria - Cataluña - Cádiz - Galicia - León | - Madrid - Málaga - Murcia/Alicante - San Sebastián - Sevilla - Valencia - Zaragoza |

Aunque buena parte de las líneas ferroviarias que actualmente forman parte de Cercanías ya existían desde la década de 1850, su origen como una red integrada y coordinada se produjo en 1980, cuando se aprobó el «Plan Ferroviario de Cercanías». Su objetivo era remodelar los servicios ferroviarios existentes y crear otros nuevos servicios alrededor de las principales ciudades, creando un transporte metropolitano moderno e incentivar el uso del tren sobre el vehículo privado para desplazamientos cotidianos.
En cuanto al material rodante, Renfe utiliza ferrocarriles especialmente diseñados para este tipo de servicios. Estos se caracterizan por disponer de un gran número de puertas, de mayor anchura y doble hoja. El espacio interior es diáfano, preparado para acoger a un gran número de viajeros de pie y sin espacio especialmente dedicado al equipaje. Los más recientes son más accesibles para personas con movilidad reducida y sus acabados suelen estar realizados con materiales más duros y resistentes que los trenes convencionales. Los modelos que actualmente se encuentran en uso son de las series 442, 446, 447, 450, 451, 592 y Civia.

### Trenes regionales

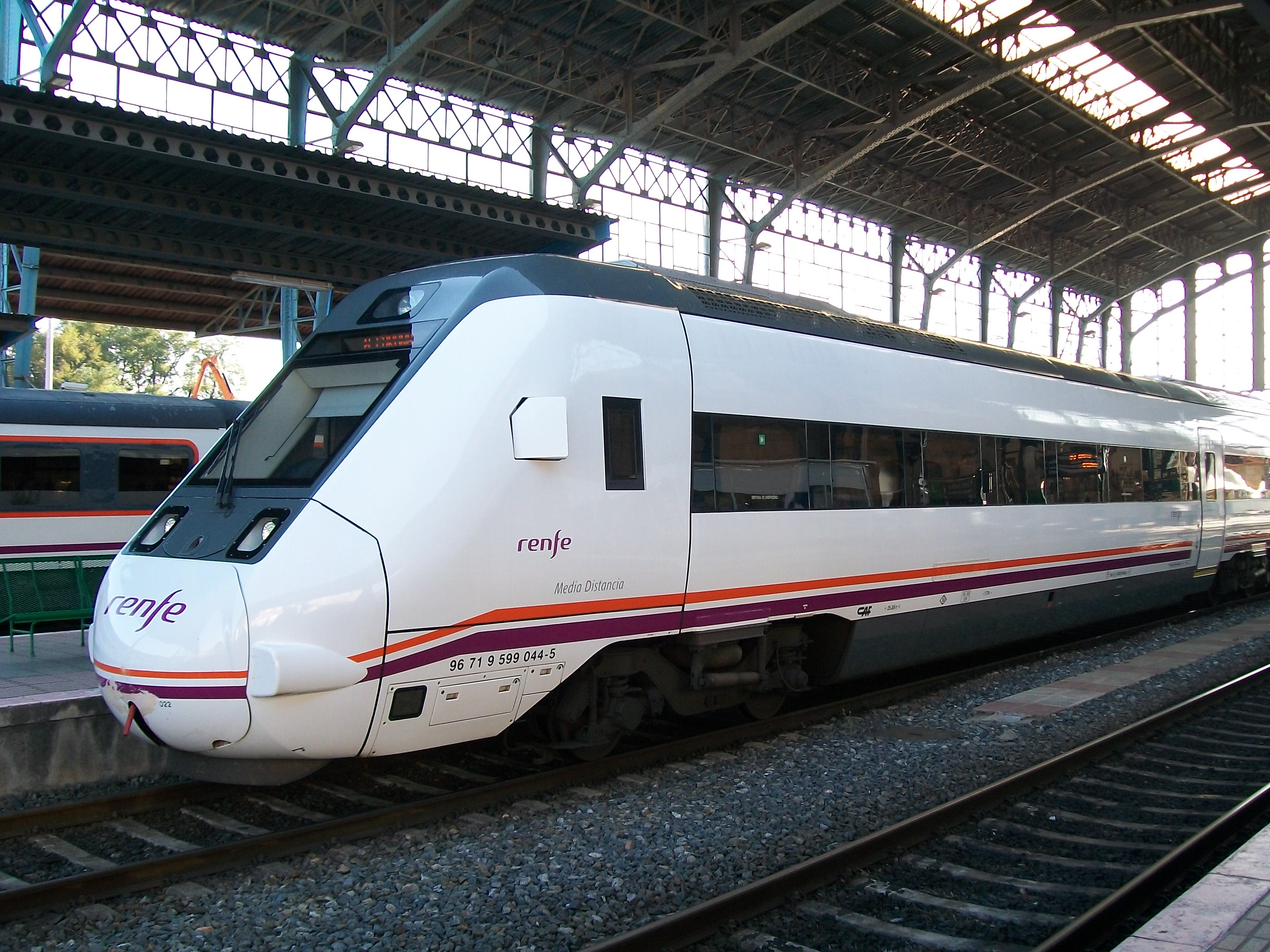
Un tren de la serie 599 en la estación de Santiago de Compostela

Los servicios de tren de ámbito regional tienen como objetivo comunicar la mayor parte de los municipios que poseen ferrocarril con su capital provincial y autonómica, dentro de un radio de acción máximo de 300 km por lo general.
La mayoría de las líneas regionales en España están explotadas por Renfe, a través de las marcas Renfe Media Distancia y Renfe Avant. Esta última se usa para denominar a los servicios regionales en alta velocidad. Existen servicios de Media Distancia en todas las provincias españolas, a excepción de los territorios insulares.
Los servicios Media Distancia discurren en su totalidad por vía convencional, tanto electrificada a 3000 voltios CC como sin electrificar. El material utilizado en estas líneas es muy diverso: 440, 470, 448, 592, 596, 594, 449, 598, 599 y 490. La línea 3 utiliza una UT 592 de Comboios de Portugal. 
En las comunidades autónomas del País Vasco y Cataluña esta red se complementa con otras líneas de titularidad autonómica, mientras que en el caso de las Islas Baleares, el operador autonómico SFM es el único con presencia en la comunidad.

#### Regionales en alta velocidad

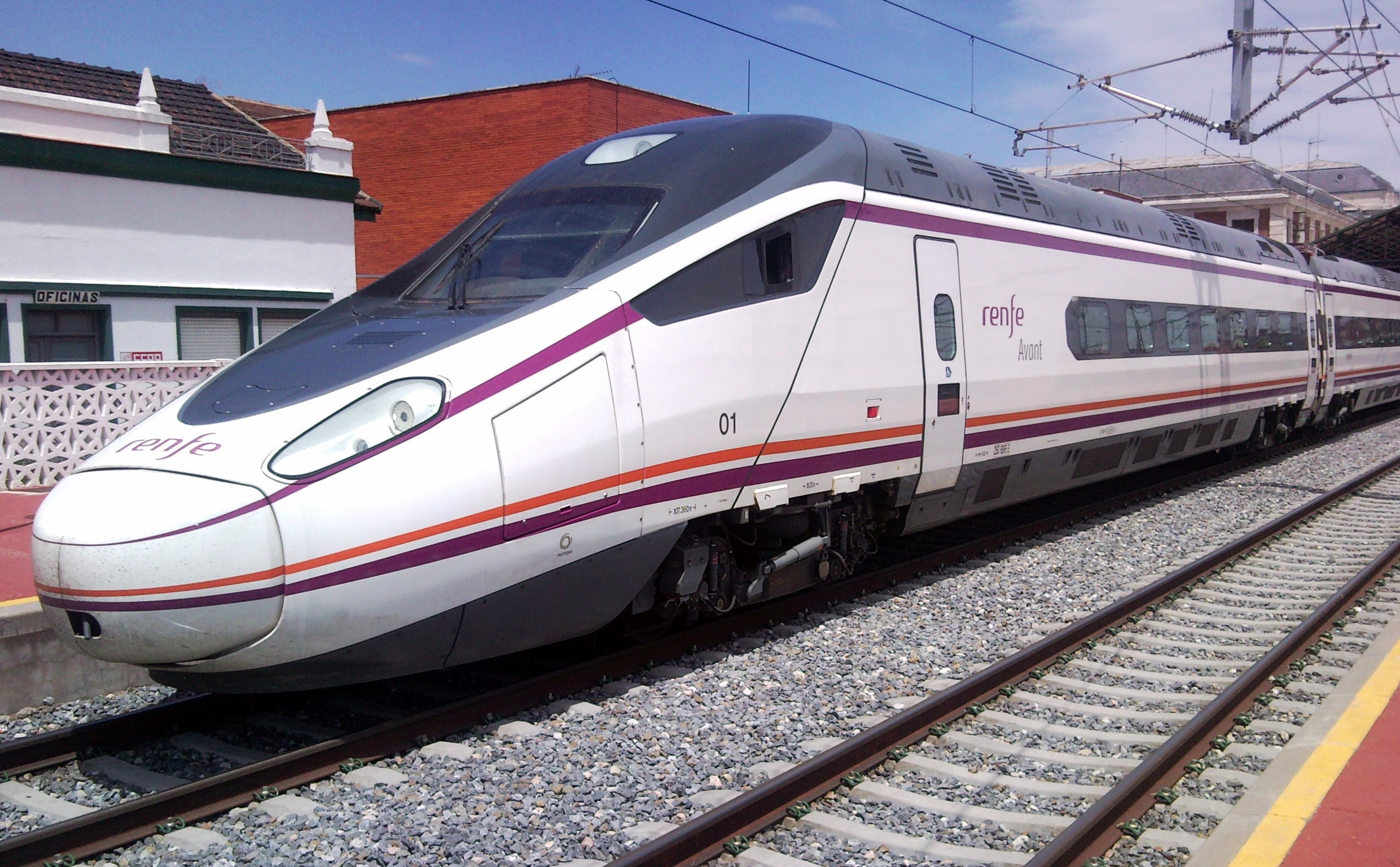
Un tren Avant de la serie 114 en la estación de Valladolid-Campo Grande

Los trenes regionales en alta velocidad en España tienen su origen en 1992, cuando se inauguró la línea de AVE Madrid-Sevilla. En aquel entonces RENFE había encargado 24 unidades de la Serie 100, diseñados para discurrir en ancho de vía estándar, que por aquel entonces se encontraban infrautilizados. Como solución provisional, se decidió implantar un servicio regional al que se llamó «AVE Lanzadera», gestionado por la Unidad de Negocio de Alta Velocidad. La medida, contra todo pronóstico, fue un rotundo éxito: En 1995 se había superado el millón de pasajeros anuales.
Se trataba de un servicio de Media Distancia rápido, a precio económico, y más flexible que el AVE. El éxito fue tal, que incluso varios estudios evidenciaron como contribuyó de forma muy importante al desarrollo económico de ciudades como Ciudad Real. A partir del 1 de enero de 2005 Renfe Operadora pasó a utilizar para estos servicios las primeras unidades de la Serie 104. Por su parte, la gestión comercial se hizo más rígida, con la implantación de la reserva obligatoria en un sistema de bonos de 20 a 50 viajes al mes.
En 2006 se decidió transferir estos servicios a la unidad de negocio de Media Distancia, ya que dichas líneas, al encontrarse bajo el marco del servicio público obligatorio, sí pueden recibir subvenciones, contrariamente a las de Larga Distancia, que dejaron de poder recibirlas en 2010. Un año después, y como consecuencia de que el uso de la marca AVE para trenes regionales podía ser confuso para los usuarios, se rebautizaron bajo la marca Renfe Avant.
En 2020 existen doce línea Avant, que dan servicio a las comunidades autónomas de Andalucía, Aragón, Cataluña, Castilla-La Mancha, Castilla y León y Galicia. Estas líneas están conformadas por modelos de las series 104, 114 y 121, todas ellas pudiendo alcanzar hasta los 250 km/h.

### Ferrocarril en ancho métrico

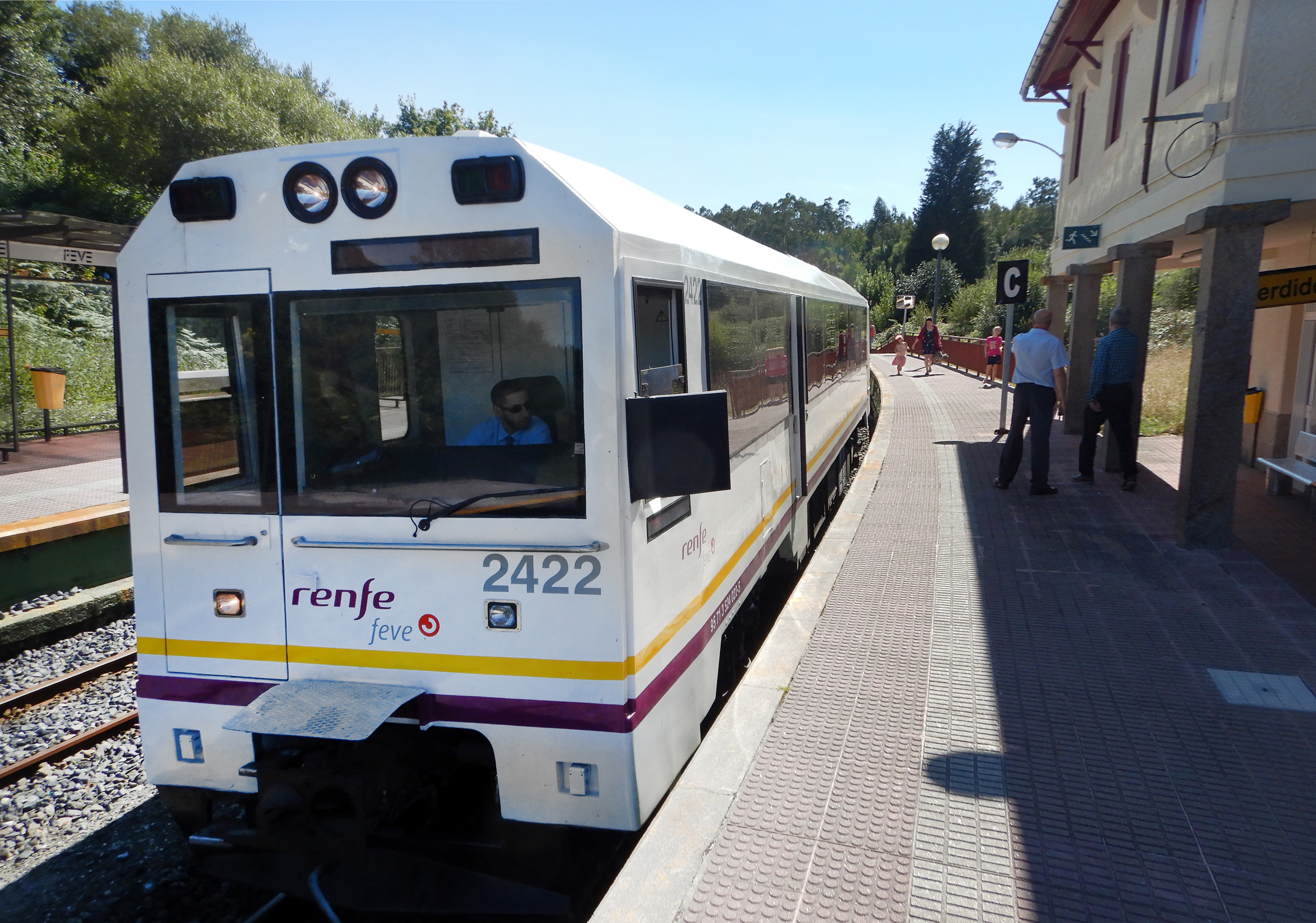
Unidad 2400 de Renfe Cercanías AM de Ferrol en la estación de Cerdido

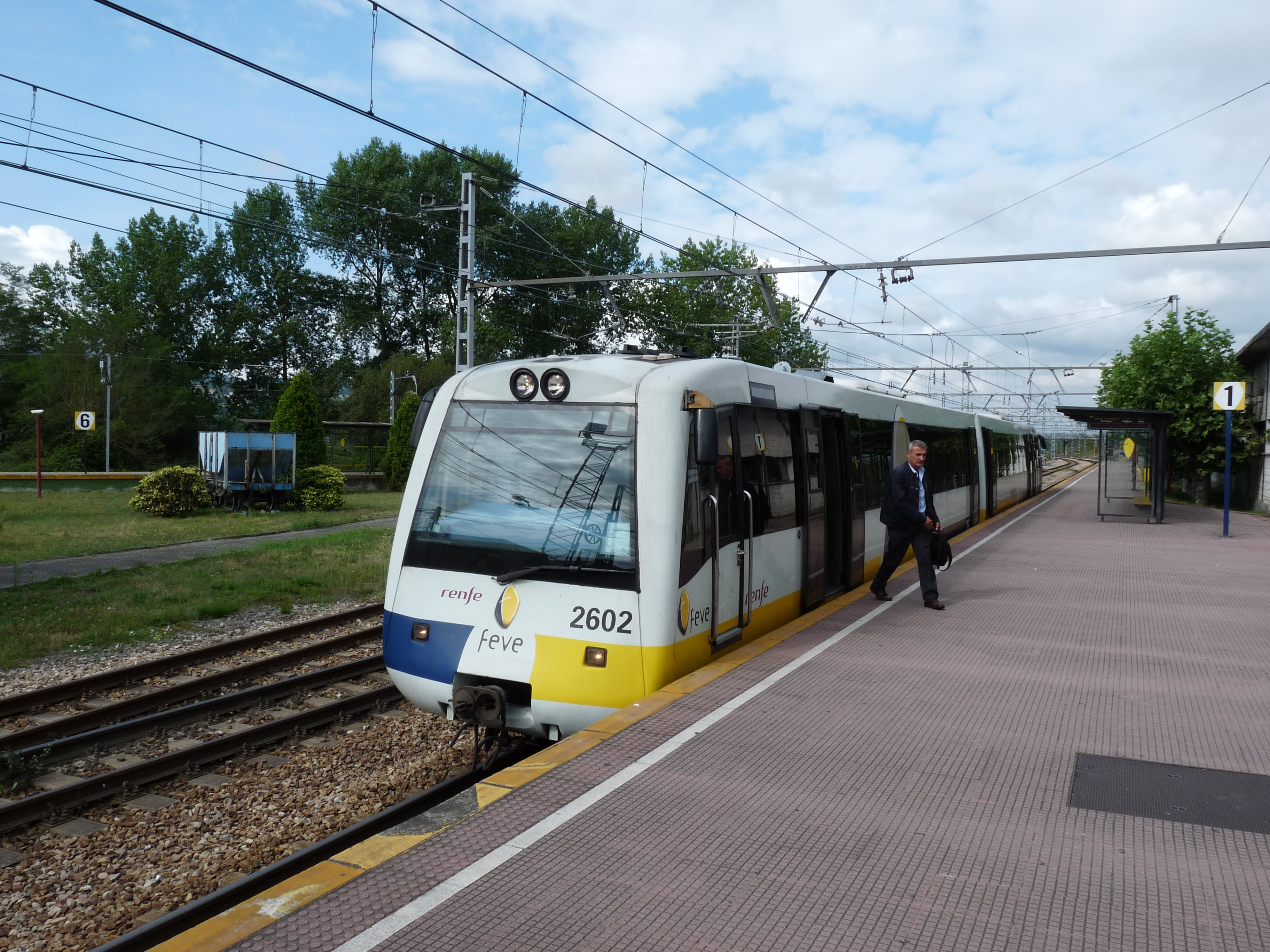
Tren de la serie 2600 de Renfe Cercanías AM en la estación de El Berrón (Asturias)

Aunque los anchos de vía predominantes en España son el ibérico y el internacional, existen algunos tramos en ancho métrico (1000 mm), con especial presencia en el norte del país.
Tras la creación de RENFE en 1941, los trenes que quedaron en manos de Explotación de Ferrocarriles por el Estado («Explotación de Ferrocarriles por el Estado») se redujo enormemente, ya que se vio limitado a los ferrocarriles de vía estrecha. La situación cambió radicalmente a partir de 1960, cuando un gran número de pequeños ferrocarriles mineros quebraron y el Estado tuvo que hacerse cargo de ellos. Como consecuencia de esto, el 23 de septiembre de 1965 se formalizó la creación de un nuevo organismo autónomo; y ese mismo día EFE cambió su nombre, adoptando el de Ferrocarriles Españoles de Vía Estrecha (FEVE).
Tras la aprobación de la Constitución de 1978, y de acuerdo con el estado de las autonomías que establece, a partir de 1979 una parte significativa de la red de vía estrecha fue transferida por el gobierno central a las nuevas comunidades autónomas, los cual fue el germen de estos operadores públicos autonómicos. 
FEVE se especializó en el transporte regional de pasajeros y mercancías en la cornisa cantábrica: En Asturias y Cantabria, contaba con una importante red de líneas de cercanías. En Galicia operaba la línea de cercanías entre Ferrol y Ortigueira. Además, también contaba con una línea entre Cartagena y Los Nietos en la Región de Murcia.
El 20 de julio de 2012, con el fin de optimizar los recursos ferroviarios estatales, FEVE quedó extinguida. Sus funciones quedaron subrogadas en Adif, que adquirió la infraestructura y estaciones, y en Renfe, que adquirió el material rodante y los derechos de explotación. Así, se unificaron las redes nacionales de vía ancha y vía estrecha de titularidad estatal en todo el país.
Hasta 2021, Renfe continuó usando la marca de su predecesor bajo la denominación «Renfe Feve». A partir de esa fecha, y como parte de la integración progresiva de estos servicios en Renfe Cercanías que el operador llevaba realizando, se cambió la denominación comercial del servicio por «Renfe Cercanías AM», acompañado del característico símbolo rojo que ya se usaba para la red principal de trenes de corta distancia.
Renfe Cercanías AM constaba de seis subnúcleos, siendo el de Asturias el que cuenta con mayor número de usuarios y líneas. Por otro lado, las líneas con más tráfico eran las correspondientes a Cantabria, con cerca de 2 millones de usuarios cada una.
| - Asturias - Bilbao - Cantabria | - Ferrol - Murcia - León |

En 2023, se produjo la integración tarifaria en tres de los subnúcleos, por lo que las líneas pasaron de pertenecer al núcleo "Renfe Cercanías AM" para pasar a compartir núcleo con las líneas de ancho ibérico de sus ciudades. Esto occurió en Asturias, Cantabria y Bilbao. No pudo ocurrir en los otros tres ya que no existía un núcleo previamente en la ciudad (a excepción de Murcia, pero el núcleo de cercanías Murcia/Alicante de ancho ibérico no conecta con el métrico). Con ello, las líneas pasaron de llamarse C-Xf a C-X, como C-4f a C-4.  Los servicios regionales entre dichos núcleos siguieron perteneciendo a Cercanías AM, y mantuvieron sus denominaciones R-Xf.

### Ferrocarriles autonómicos

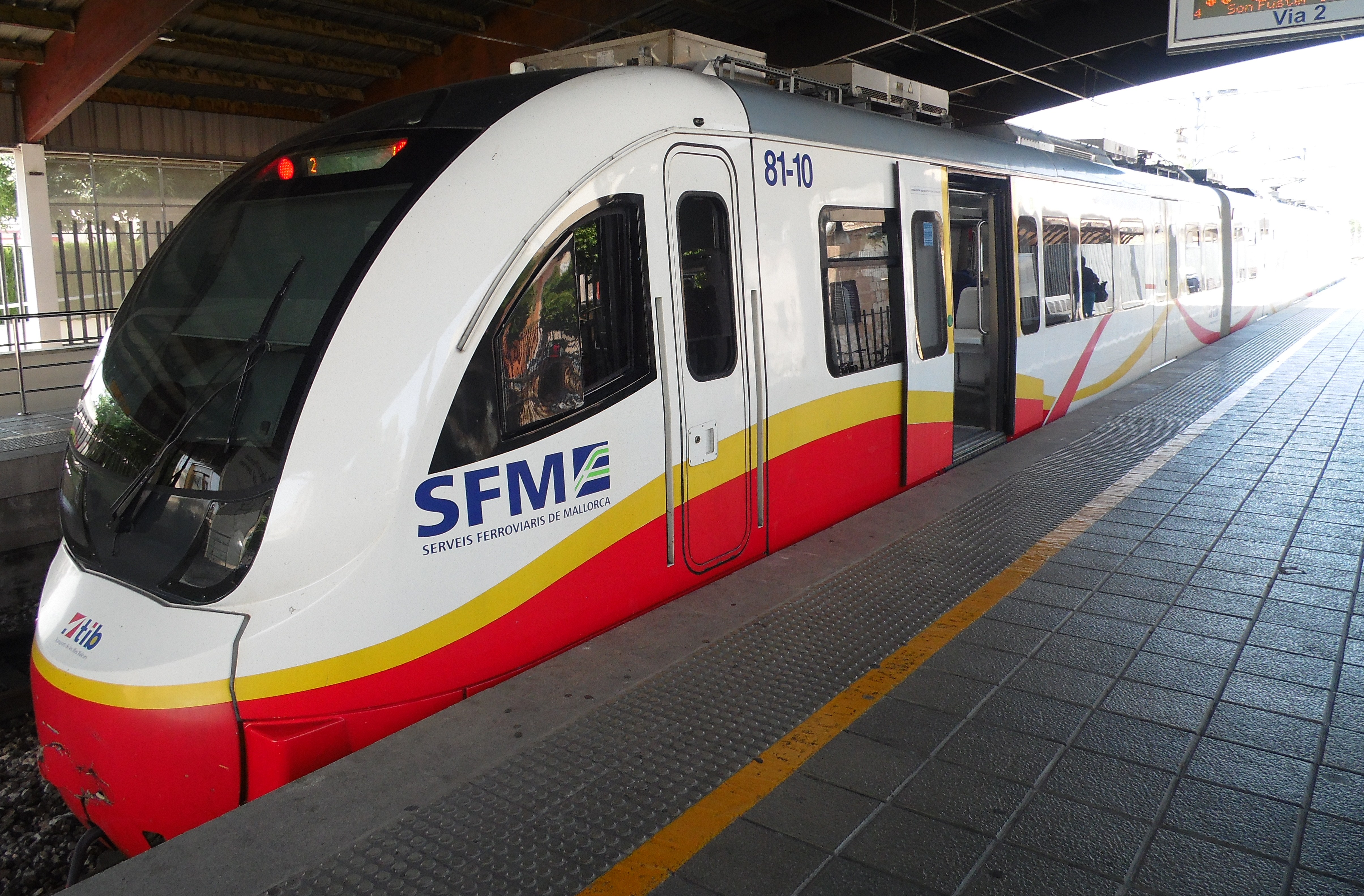
Un tren de la serie 81 de SFM en la estación de Inca (Mallorca)

Además de los núcleos regionales operados por Renfe, en cuatro comunidades existen también otros operadores ferroviarios cuya titularidad ostentan sus correspondientes gobiernos autonómicos: Cataluña, País Vasco, Comunidad Valenciana y las Islas Baleares.
- Euskotren Trena es un operador ferroviario propiedad del Gobierno Vasco que opera líneas de cercanías, regionales y de metro en las provincias de Vizcaya y Guipúzcoa. Inició su actividad en 1982, a raíz de la transferencia al ejecutivo autonómico vasco, por parte del Estado, de varios trazados ferroviarios de vía métrica que transcurrían íntegramente en territorio vasco, en virtud de su nuevo estatuto de autonomía.

- FGC es una compañía de ferrocarril propiedad de la Generalidad de Cataluña, que opera varios corredores ferroviarios en las cuatro provincias catalanas. En total, la compañía opera 140 km de vía estrecha, 42 km de vía internacional en la provincia de Barcelona y 89 km de vía en ancho ibérico, dos trenes cremallera y varios funiculares.

- FGV es una empresa pública dependiente del gobierno valenciano encargado de gestionar y administrar las líneas férreas de ancho métrico que se extienden por la Comunidad Valenciana a través de la gestión del metro de Valencia y el tranvía metropolitano de Alicante. Su red tiene una longitud total de 285,53 kilómetros y 211 estaciones.

- SFM es un operador ferroviario propiedad del Gobierno de las Islas Baleares fundado en 1994. Se encarga de la explotación de las líneas de ferrocarril de vía estrecha y metro de la isla de Mallorca, con la excepción de la línea Palma-Sóller. La longitud de líneas explotadas por esta empresa es de 85 km, correspondiendo 70 km a las líneas regionales, 8 km al Metro de Palma y 7 km mixtos.

### Transporte de mercancías

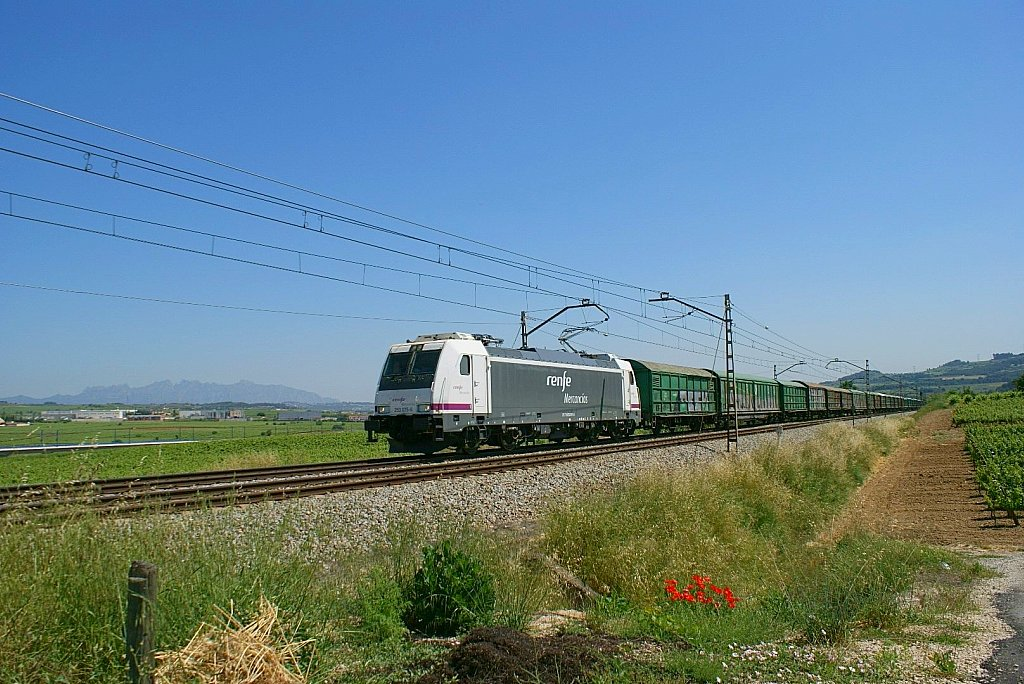
Una unidad 253 de Renfe Mercancías a su paso por Lavern (Barcelona)

El transporte de mercancías por ferrocarril en España ha tenido una cuota de mercado históricamente baja. En España, solo el 5 % de las mercancías que se transportan por vía terrestre circulan en ferrocarril, frente al 95 % por carretera. Esto supone una cuota sensiblemente inferior al 18 % de promedio que hay en la Unión Europea.
Uno de los problemas históricos que han lastrado este mercado en España ha sido el diferente ancho de vía que tradicionalmente ha existido con respecto a Francia y el resto de Europa o la falta de inversiones en las infraestructuras o la dificultad de acceso de las empresas que compiten con Renfe al material rodante. 
Un informe de la Comisión Nacional de los Mercados y la Competencia señaló como uno de los principales factores la necesidad de una mejor conectividad entre los puertos y las estaciones ferroviarias, ya que ambas están estrechamente relacionadas. La solución de esto se enmarca en la finalización de los corredores ferroviarios, en especial el atlántico y el mediterráneo.
El operador estatal Renfe cuenta con una división especializada en este sector, Renfe Mercancías. Desde la liberalización del sector ferroviario de mercancías en 2011, junto a él existen ocho operadores privados más: Acciona Rail Services, Comsa Rail Transport, Continental Rail, Ferrovial Railway, Logitren Ferroviaria, Traccion Rail, Transfesa Rail y Transitia Rail.

En el 2015, el mercado ferroviario de mercancías español tuvo una facturación de 304,2 millones de euros, lo cual representa el 12 % del total de ingresos del sector.

## Ferrocarril urbano y metropolitano

Redes de metro (rojo) y tranvía (verde) en España

Además de los ferrocarriles de larga y media distancia, una gran parte de los grandes núcleos urbanos de España cuentan con redes de ferrocarril metropolitano y urbano. Se tratan de sistemas de transporte público urbano de pasajeros que tienen como objetivo conectar distintos puntos de una misma ciudad y unirla con su área metropolitana. 
Conjugando los sistemas de metro y tranvía, el país cuenta con una veintena de redes repartidas a lo largo de 16 provincias. La titularidad de estos medios de transporte recae sobre el gobierno autonómico o municipal de cada zona y, salvo algunas excepciones, cuentan con su propia infraestructura ferroviaria independiente de la red de interés general estatal.

### Metro

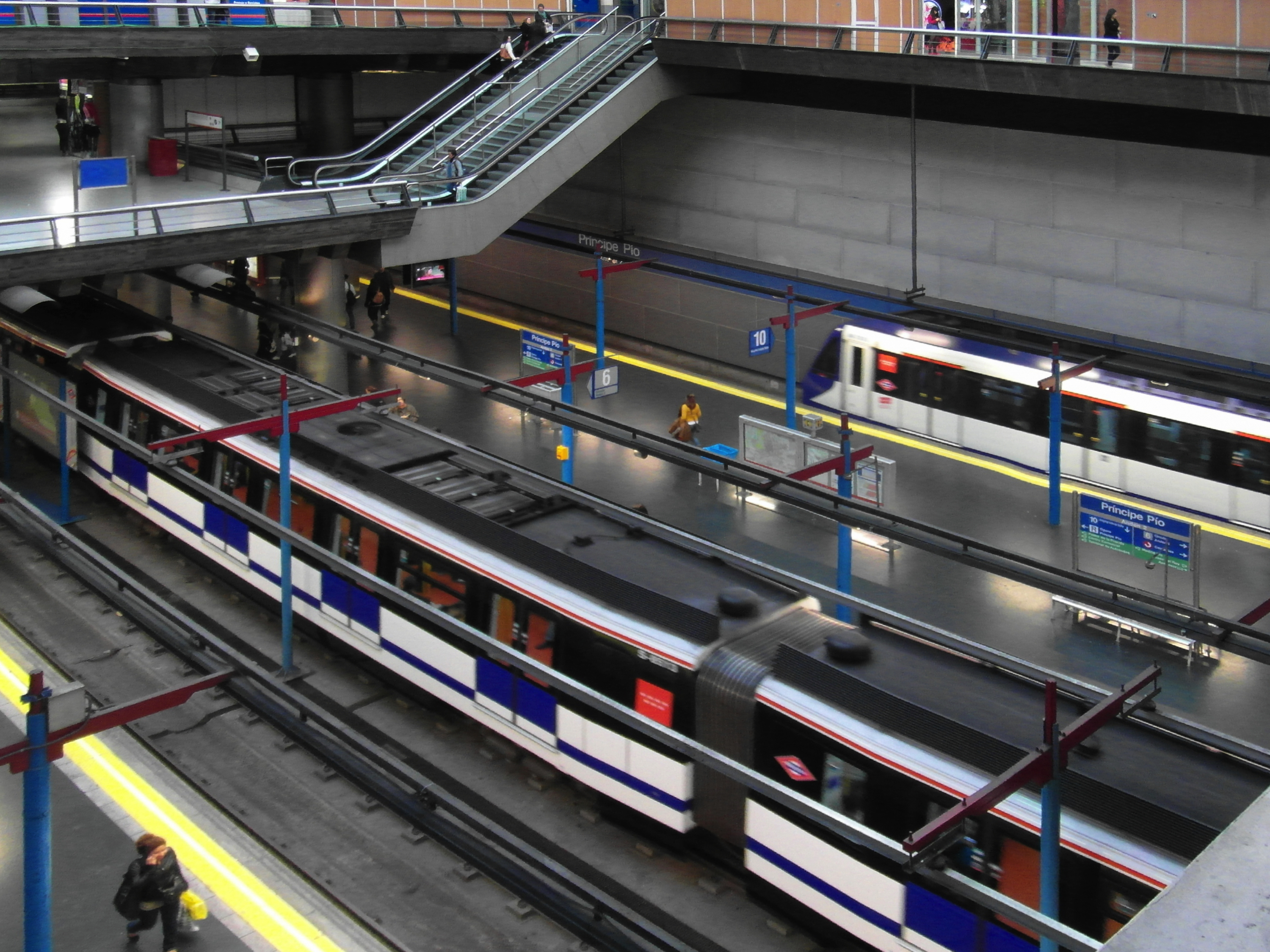
Andenes del Metro de Madrid en la estación de Príncipe Pío

España cuenta con diez ciudades en las que existen redes de metro. Se trata de un medio de transporte de alta frecuencia y capacidad. Según datos del Instituto Nacional de Estadística, este medio de transporte concentra más de 100 millones de desplazamientos mensualmente a lo largo de todo el país.
| - TRAM Metropolitano de Alicante - Metro de Barcelona - Metro de Bilbao - Metro de Granada - Metro de Madrid | - Metro de Málaga - Metro de Palma de Mallorca - TOPO San Sebastián - Metro de Sevilla - MetroValencia |

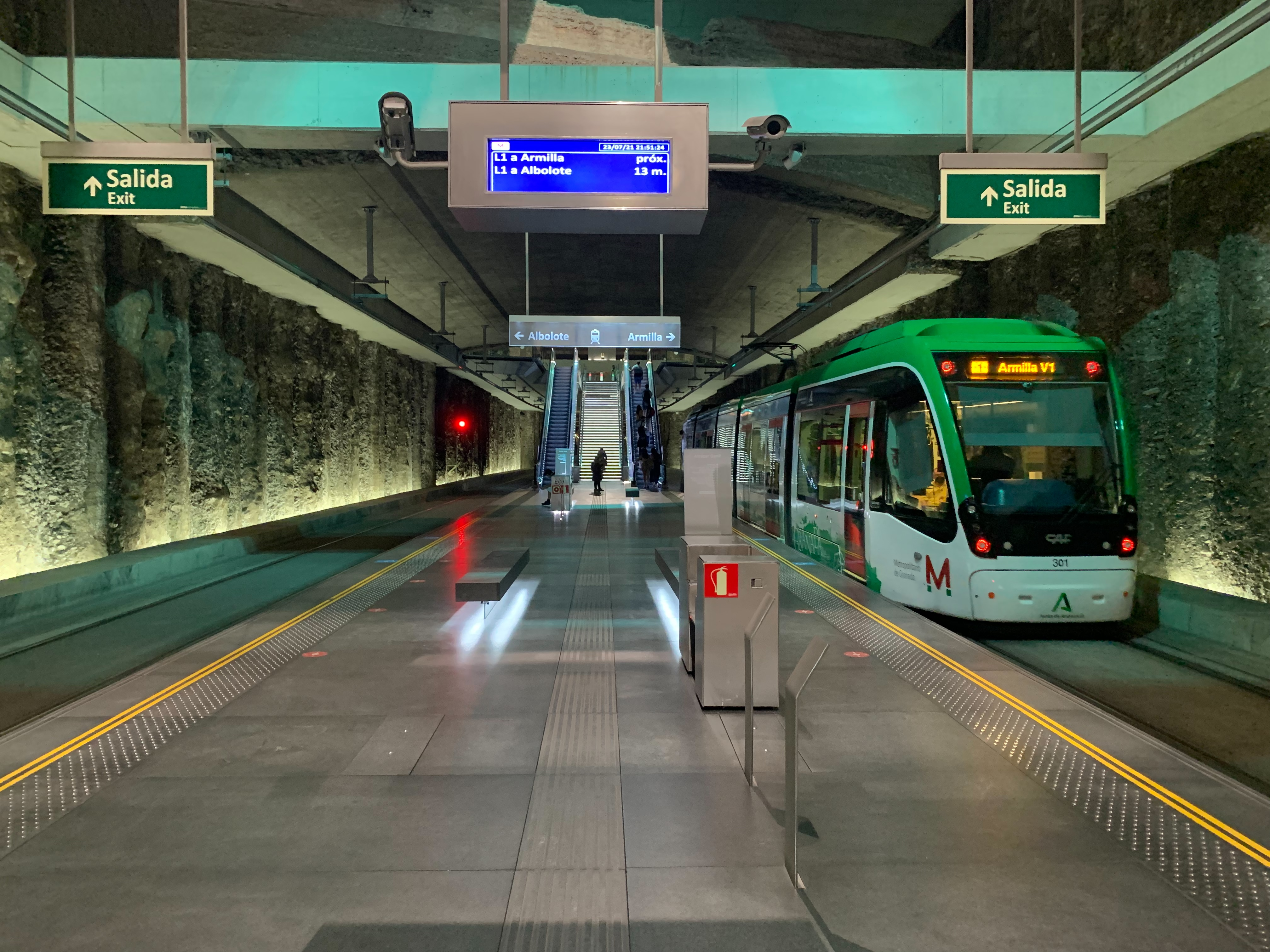
Andenes del Metro de Granada en la estación de Alcázar Genil

La mayoría de los sistemas de metro españoles cuentan con servicios suburbanos y también de metro ligero. Esta modalidad presenta características equiparables a las de un metro tradicional, pero utilizando un material rodante similar al de los tranvías. Algunos ejemplos son la línea 11 del Metro de Barcelona o la línea 6 del Metro de Valencia. En el caso de las redes de Sevilla, Málaga y Granada toda la infraestructura es de este tipo. En el caso de la red de  Alicante, se combina una gran parte de metro ligero, con tranvía y cercanías.
El Metro de Madrid, inaugurado el 17 de octubre de 1919 por el rey Alfonso XIII, es el más longevo de España. En aquel entonces contaba con una única línea, que cubría tres kilómetros y medio repartidos en ocho estaciones. Su éxito fue rotundo, con 14 millones de desplazamientos en su primer año de vida. Desde entonces, su crecimiento la ha llevado a convertirse en la red más extensa de España y la novena del mundo, con 293 kilómetros en servicio.
Seis años después, el 31 de diciembre de 1924, se inauguró el Metro de Barcelona en un acto presidido por el infante Fernando de Baviera en representación del rey. En aquel entonces se trataba de una única línea llamada Gran Metropolitano. Constaba de 2,7 kilómetros entre las estaciones de Plaza de Cataluña y Lesseps. En 1926 se puso en funcionamiento la segunda línea, ampliando la extensión del metro a los 8 kilómetros. Ese mismo año se inauguró una nueva línea de ferrocarril de cuatro kilómetros a la que se denominó «El Transversal». La unificación del sistema llegó en 1952, cuando el Ayuntamiento de Barcelona ordenó la municipalización de todas las empresas de transporte público de la ciudad. Desde entonces este sistema ha experimentado una notable expansión, sumando hasta 170 kilómetros repartidos en 12 líneas.
Tras la aprobación de la Constitución de 1978 y la implantación de las comunidades autónomas, la popularización de este sistema de transporte llevó a impulsar la creación de nuevos núcleos en otras ciudades. El tercero fue el metro de Valencia (1988), que tuvo como germen las infraestructuras de vía estrecha que operaba FEVE y que fueron posteriormente transferidas al gobierno autonómico. En la actualidad es la tercera red más extensa del país, con 156 kilómetros repartidos en diez líneas.
El 11 de noviembre de 1995 Bilbao puso en marcha la cuarta red de metro del país. El metro de Bilbao inicialmente constaba de una única línea, operada por una sociedad dependiente del Consorcio de Transportes de Vizcaya. Esta línea fue ampliada progresivamente y a ella se sumó una segunda en el año 2002. En 2017 se sumó la tercera línea, operada por Euskotren Trena.
El metro de Palma de Mallorca, inaugurado en 2007, fue la primera red de metro insular en llevarse a cabo. Es propiedad del Gobierno de las Islas Baleares, que lo gestiona a través del operador público SFM, que también se encarga de operar los servicios de cercanías en la isla.
Andalucía se trata de la comunidad autónoma con un mayor número de redes de tren metropolitano. En la década de 2010, el gobierno andaluz llevó a cabo un plan de expansión del ferrocarril urbano que culminó en la creación del metro de Sevilla (2009), el metro de Málaga (2014), el metro de Granada (2017) y el Trambahía de Cádiz (2022).

### Tranvía

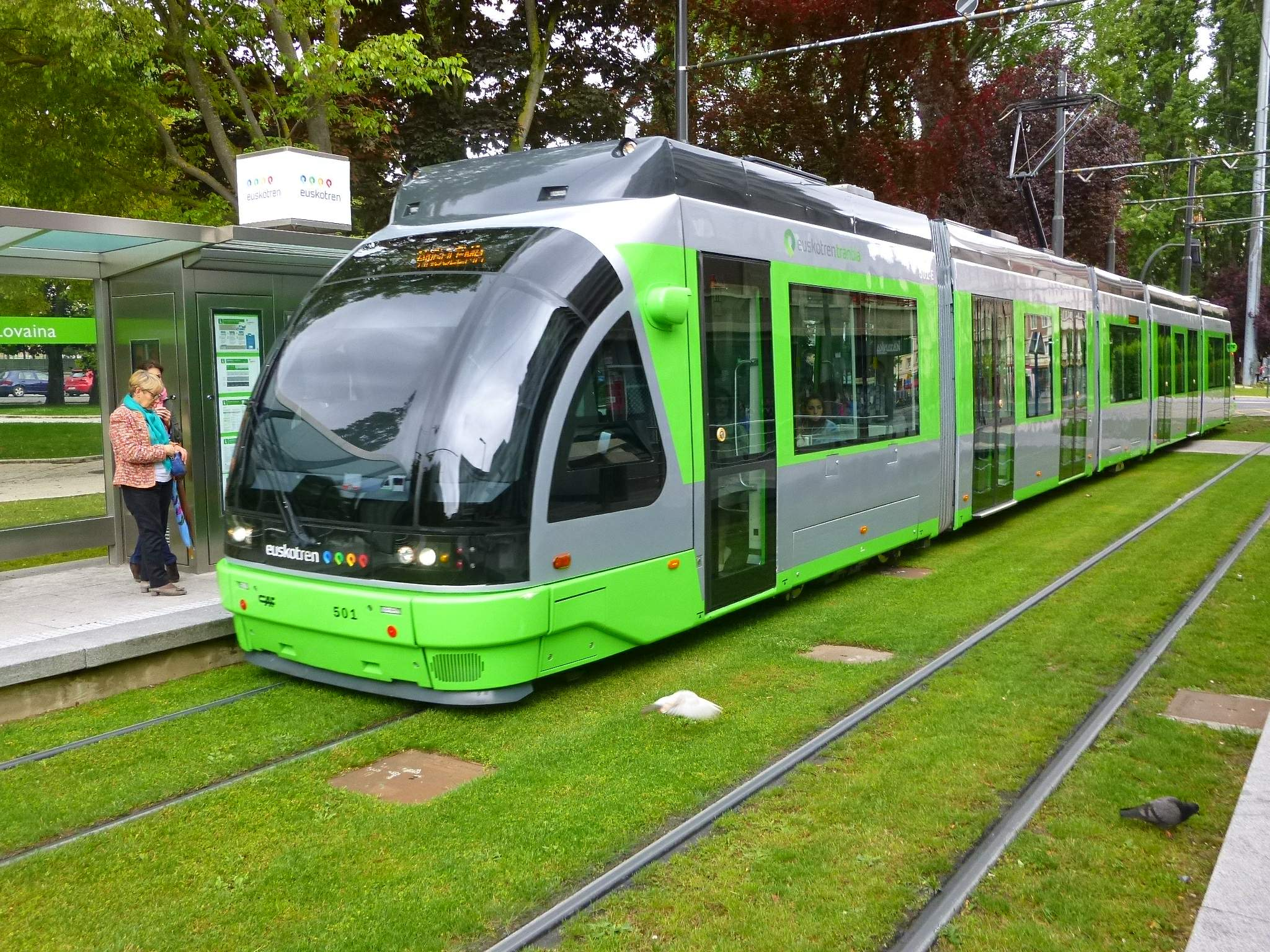
Un tren modelo Urbos del tranvía de Vitoria en la estación de Lovaina

A lo largo del siglo XX, España constó con una extensa red de tranvías en las principales urbes del país. La primera línea, de tracción animal, circuló por Madrid en el año 1871. Un año después le siguieron Barcelona y Bilbao. La popularización de este medio de transporte, que revolucionó la movilidad urbana del momento, llevó a implementar redes tranviarias en una veintena de ciudades.
El primer tranvía a vapor llegó a Barcelona en 1877. Le siguió el Tranvía de Madrid-Leganés en 1879 y el de Valencia en 1892. La primera ciudad en introducir el servicio de tranvía eléctrico fue Bilbao, con la línea Bilbao-Santurce, electrificada en 1896 y gestionada por una antecesora de la actual Transportes Colectivos.
Sin embargo, los cambios urbanísticos durante las décadas de 1960 y 1970, así como la popularización del vehículo privado llevaron a la decadencia del tranvía como medio de transporte. Durante estas décadas, la mayoría de ciudades fueron desmantelando sus redes de tranvías, aduciendo razones de entorpecimiento del tráfico o su propensión a sufrir accidentes.
Los autobuses fueron reemplazando paulatinamente al ferrocarril como medio de transporte colectivo hasta prácticamente su completa desaparición. La última red de tranvías en ser desmantelada fue la de Zaragoza en 1975. Solo se mantuvieron como atractivo turístico el tranvía del Tibidabo (Tramvia Blau) y el de Sóller en Mallorca.

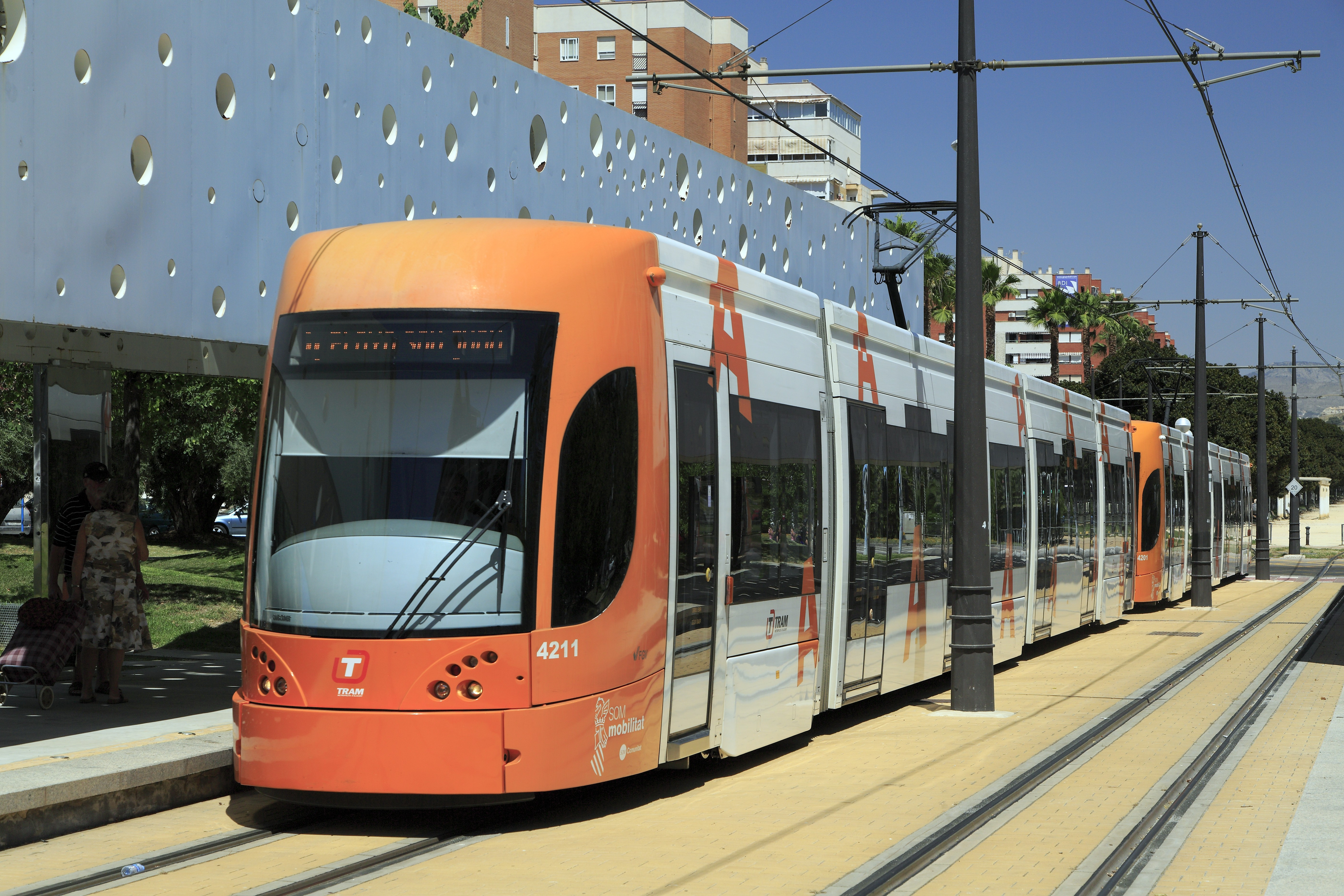
Una unidad de la línea 4 del Tranvía de Alicante en la estación de Sergio Cardell

El retorno del tranvía a España llegó treinta años más tarde. El 21 de mayo de 1994 se inauguraba la línea 4 de MetroValencia, que recuperaba este medio de transporte con notable éxito. La primera red moderna de tranvía llegó en 1999 con la inauguración del Tranvía Metropolitano de Alicante, que sería únicamente tranvía en origen (hasta su posterior ampliación de red y soterramiento).
Los cambios en los paradigmas de movilidad urbana llevaron a otras ciudades a considerar el tranvía como una alternativa sostenible y eficaz para el transporte masivo de pasajeros. Su popularización llevó a la inauguración de los tranvías de Bilbao (2002), Barcelona (2004), Madrid (2007), Sevilla (2007), Santa Cruz de Tenerife (2007), Vitoria (2008), Murcia (2011), Zaragoza (2011) y Cádiz (2022). El tranvía de Jaén se encuentra pendiente de inauguración.
| - Tranvía de Alicante - Tram de Barcelona - Tranvía de Bilbao - Tren tranvía de la Bahía de Cádiz - Tranvía de Jaén - Tranvía de León | - Metro Ligero de Madrid - Tranvía de Murcia - Metrocentro de Sevilla - Tranvía de Tenerife - Tranvía de Vitoria - Tranvía de Zaragoza |

Los tranvías que encontramos actualmente en España suponen una actualización del concepto original. Este tipo de transporte —conocido habitualmente como tranvía moderno— utiliza un material rodante de piso bajo, más ancho y con mayor capacidad, lo cual mejora notablemente su seguridad, comodidad y velocidad. Además, en una buena parte de ellos, la plataforma tranviaria está físicamente segregada del resto del tráfico, con unas características técnicas casi equiparables a las del metro ligero.
El Trambahía de Cádiz es un caso particular, puesto que se trata del único tren-tranvía de España, junto con el ya construido tranvía de León. Este proyecto, propiedad del gobierno andaluz y operado por Renfe, se trata de un modelo híbrido entre un tranvía moderno y un tren de cercanías. Esta línea se comporta como un tranvía moderno en los municipios de Cádiz, San Fernando y Chiclana de la Frontera para después incorporarse a la red de Cercanías —utilizando la infraestructura de Adif— hasta las estaciones del Puerto Real, El Puerto de Santa María y Jerez de la Frontera.

### Funicular
El funicular es un tipo especial de ferrocarril utilizado para salvar grandes pendientes. La historia de estos en España comienza con el funicular del Tibidabo en Barcelona, el más antiguo de todos ellos y aún en servicio. En la actualidad existen doce de estos a lo largo del país.
| - Funicular de Archanda - Funicular de Bulnes - Funicular de Ereaga - Funicular de Gelida - Funicular de Igeldo - Funicular de Larreineta | - Funicular de Montjuïc - Funicular de Río de la Pila - Funicular de Sant Joan - Funicular de la Santa Cova - Funicular del Tibidabo - Funicular de Vallvidrera |

En el año 1900, necesidad de dotar de un transporte que permitiese acceder al proyectado Parque de atracciones del Tibidabo requería de un medio de transporte que fuese capaz de salvar el desnivel de 275 metros entre la Avenida del Tibidabo y la montaña. Se decidió que la mejor opción era construir un funicular que fue inaugurado un año más tarde, el 29 de octubre de 1901. En 2019 se acometió una gran reforma de toda su infraestructura que culminó en su reinaguruación en 2021. Seis años después se inauguraría el de Vallvidrera. En 1921, con motivo de la Exposición Universal de Barcelona se puso en marcha el tercero de la provincia, el Funicular de Montjuic. En la actualidad, la capital catalana cuenta con tres funiculares más: el de Gelida y los de Sant Joan y La Santa Cova, en Montserrat.
Tras Cataluña, la segunda comunidad con mayor número de funiculares es el País Vasco: En Bilbao encontramos el funicular de Archanda, operada por el ayuntamiento y cuyo objetivo es conectar la ciudad con la montaña homónima. También es un funicular la lanzadera a Mamariga, que está integrada en la línea 2 del metro de Bilbao y conecta este barrio con la estación de Santurce.
En Vizcaya se localiza el funicular de Larreineta, inaugurado en 1924 para acceder a una zona minera. Fue declarado Bien de Interés Cultural en 2014 por su peculiar plataforma horizontal. En Guipúzcoa, al igual que en el Tibidabo, se contruyó el funicular de Igueldo con el fin de acceder al parque de atracciones situado en la cima de la montaña.
En 2001 se puso en marcha en Asturias el funicular de Bulnes, que conecta las aldeas de Poncebo y Bulnes, ambas en los Picos de Europa. El más reciente es el funicular de Río de la Pila, en Santander; fue inaugurado en 2008 con el objetivo de salvar la fuerte pendiente situada al sur del paseo del General Dávila, recorriendo 78 metros a lo largo de cuatro paradas.

### Ferrocarril de cremallera

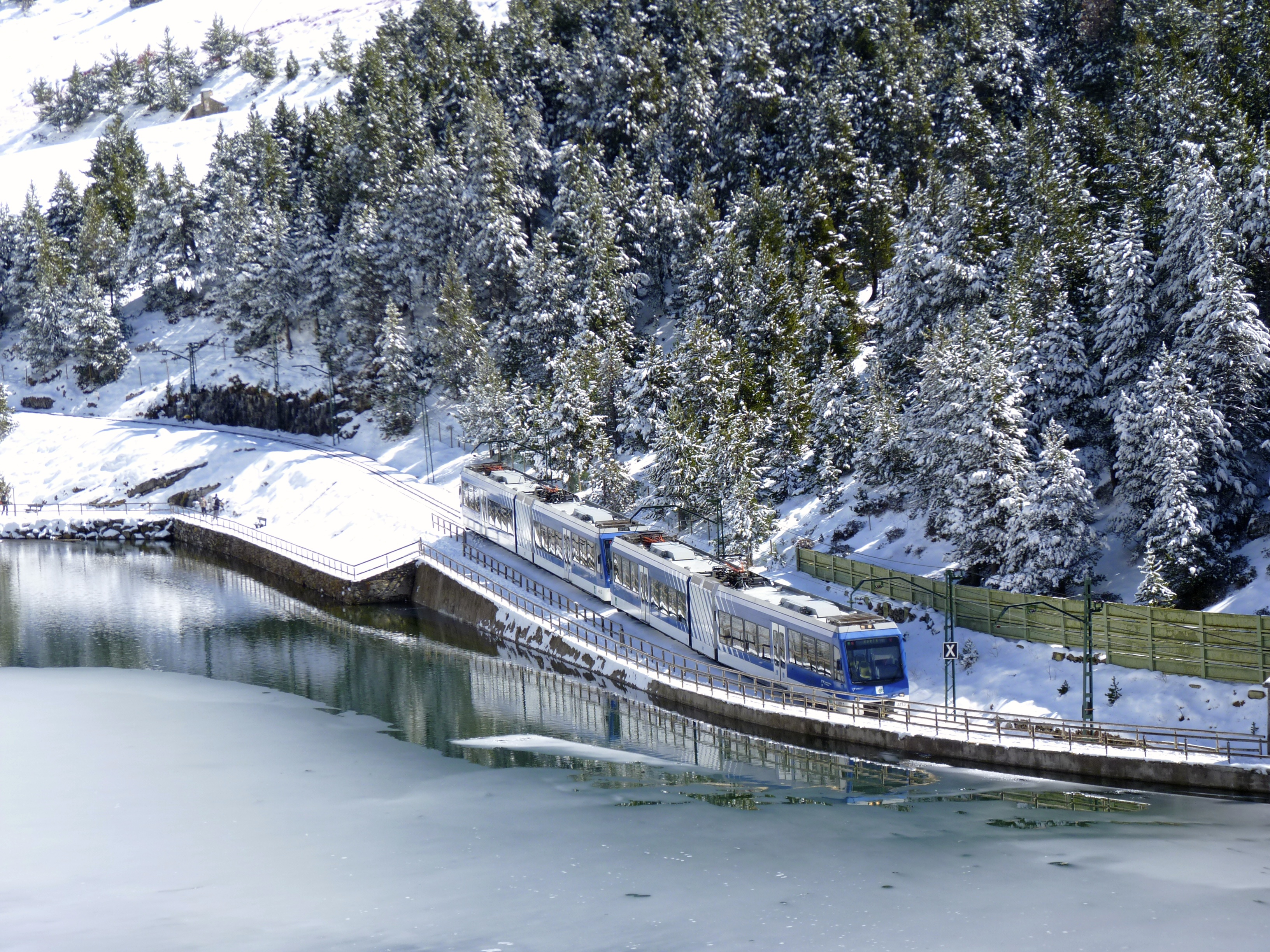
El tren cremallera de Núria a su paso por el embalse de Nuria

El tren de cremallera es un tipo particular de ferrocarril que basa su funcionamiento en el acople mecánico a la vía por medio de un tercer raíl dentado. España cuenta con dos medios de transporte de este tipo, ambos en Cataluña.
- Cremallera de Montserrat (Monistrol de Montserrat)
- Cremallera de Nuria (Ribas de Freser-Queralbs)

El tren cremallera de Montserrat fue inaugurado el 6 de octubre de 1892 por la compañía «Ferrocarriles de Montaña a Grandes Pendientes». El trayecto, que en aquella época duraba una hora, supuso una revolución para la época, pues permitía ir y volver a Montserrat desde Barcelona en un solo día. El estallido de la Guerra Civil paralizó su funcionamiento y deterioró notablemente sus instalaciones. Aunque después se intentó reactivar, un grave accidente ocurrido en 1953 llevó a la clausura de la línea. Décadas más tarde, la Generalidad se planteó volver a construir un tren cremallera a Montserrat. El proyecto finalizó sus obras en 2001 y fue inaugurado en el 2003, operado por FGC.
Los orígenes del tren cremallera de Nuria datan de principios del siglo XX. En aquella época el Santuario de Queralbs experimentó un aumento de visitantes. La única manera de llegar hasta allí suponía una caminata de 1 a 3 horas, así que la compañía FMPG (Ferrocarrils de Muntanya de Grans Pendents) planteó un tren cremallera para facilitar el acceso. La línea fue inaugurada el 22 de marzo de 1931, con trenes eléctricos desde su creación. Con el paso del tiempo la línea sufrió un importante deterioro en sus instalaciones, y la delicada situación de la compañía responsable no permitía efectuar nuevas mejoras. El aumento del turismo al Valle de Núria, sobre todo por parte de la gente que practicaba deportes de nieve, animó a las instituciones a querer recuperar este ferrocarril. En 1982 el gobierno catalán decidió rescatar la compañía, pasando a convertirse en su titular. A partir de ese momento se efectuó un plan de renovación del material rodante, catenaria y vías que culminó con su reinauguración en 1985 a cargo de FGC.

## Teleférico

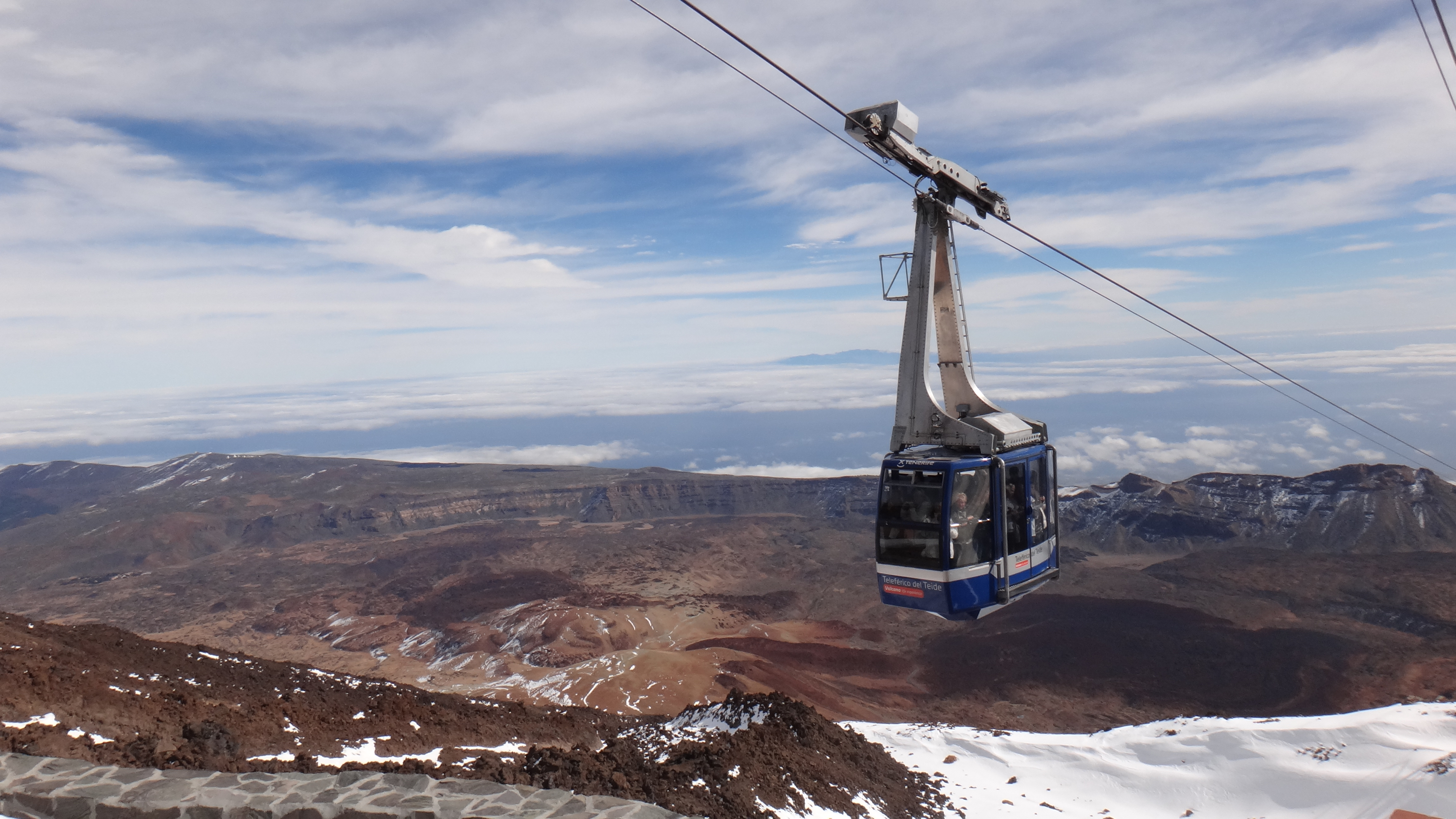
Teleférico del Teide en su ascenso a la montaña

El teleférico es un sistema de transporte aéreo constituido por cabinas colgadas de una serie de cables que se encargan de hacer avanzar a las unidades a través de las estaciones. España cuenta con siete teleféricos actualmente en funcionamiento. La mayoría de estos, además de servir como medio de transporte, se utilizan como atractivo turístico.

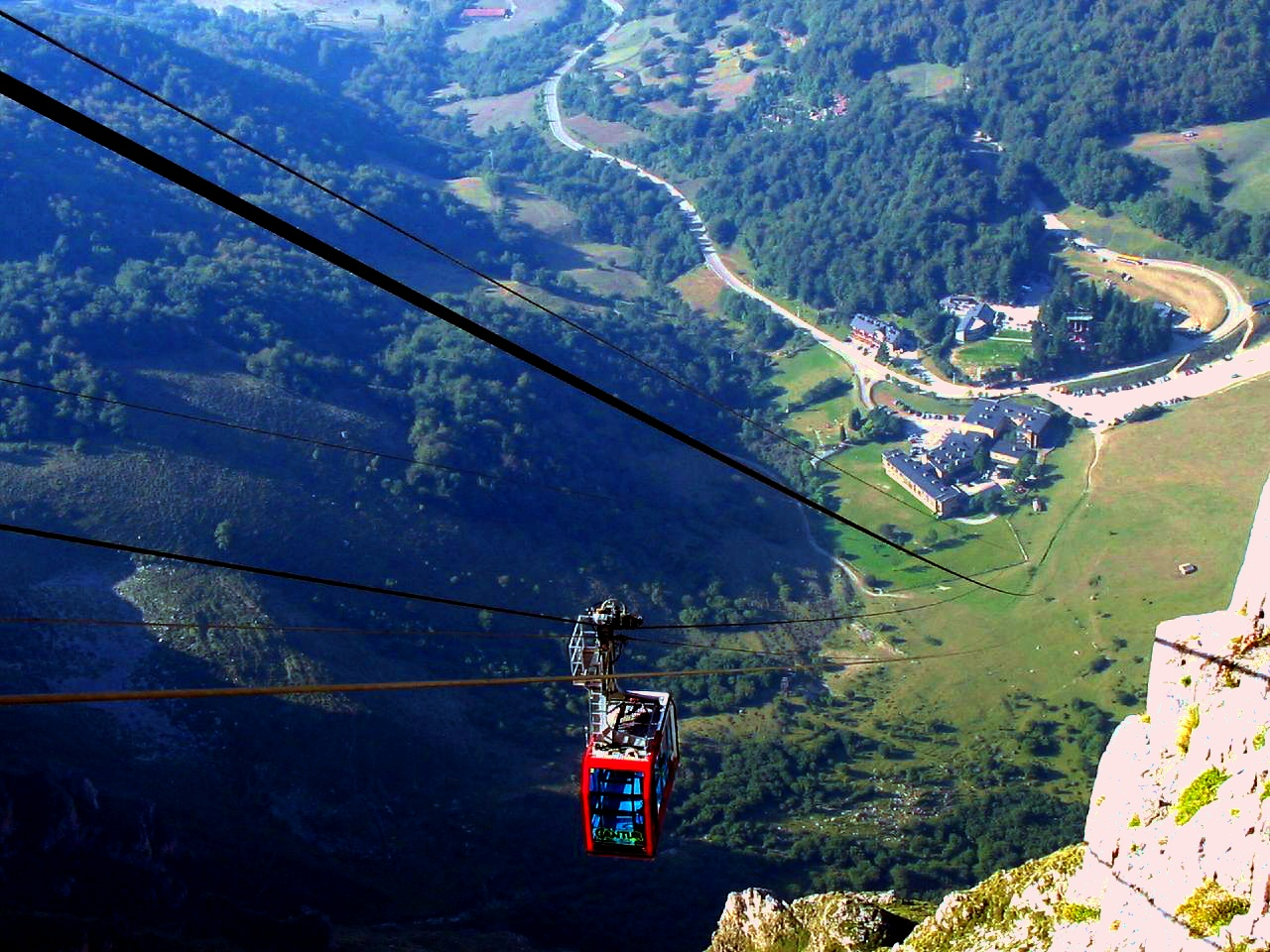
Teleférico de Fuente Dé en su ascenso al macizo central de los Picos de Europa

El primer teleférico tal y como se conoce a este medio de transporte en la actualidad es el de Montserrat. Fue inaugurado el 17 de mayo de 1930 tras dos años de construcción. Tiene una longitud de 1300 metros, salvando un desnivel de 544 metros.
| - Teleférico de Benalmádena - Teleférico de Fuente Dé - Teleférico de Madrid - Teleférico de Montjuïc | - Teleférico de Montserrat - Teleférico del puerto - Teleférico del Teide - Telecabinas de Cabárceno |

La ciudad de Barcelona es la que más teleféricos tiene de España, con dos en funcionamiento: El Teleférico del puerto y el de Montjuic. El primero fue inaugurado en 1930 con el objetivo de conectar el Puerto de Barcelona con los jardines de Miramar. El segundo fue inaugurado en 1970 con el objetivo de llegar hasta la montaña y el castillo que se encuentra en la cima de Montjuic.
El teleférico de Fuente Dé fue el tercero en ser inaugurado, el 21 de agosto de 1966. Se encuentra en la comarca de Liébana (Cantabria), en plenos Picos de Europa. Las vistas que ofrece a 1800 metros de altitud constituyen uno de los mayores atractivos turísticos de la zona. Además, el parque de la Naturaleza de Cabárceno cuenta con dos líneas de telecabina (una circular y otra lineal) que facilitan el transporte dentro del parque. Su uso está incluido con la entrada.
El teleférico de Madrid se inauguró en 1969. Su trayecto sobrevuela la rosaleda del Parque del Oeste, la estación de cercanías de Príncipe Pío, la ermita de San Antonio de la Florida y el río Manzanares y termina junto a la plaza de los Pasos Perdidos de la Casa de Campo. El Ayuntamiento municipalizó su explotación en 2018, pasando a estar gestionado desde entonces por la EMT.
El teleférico del Teide es el más alto del país, ya que su punto más alto se encuentra a tan solo 160 metros de la cima de esta montaña. Se inauguró en 1971 y tuvo una importante reforma de renovación de sus instalaciones en 2007. Por su parte, el teleférico de Benalmádena, inaugurado en el año 2000, es el que cuenta con el trayecto más largo del país. Su principal función es su atractivo turístico debido a las vistas panorámicas que ofrece de la Costa del Sol a lo largo de su trayecto que conecta la localidad de Arroyo de la Miel con el Monte Calamorro.